# ネッカーズルム
ネッカーズルム (ドイツ語: Neckarsulm, ドイツ語発音: [nɛkarˈzʊlm]、アレマン語: Neckersulm) は、ドイツ連邦共和国バーデン＝ヴュルテンベルク州北部ハイルブロン郡に属す都市で、ハイルブロン市の北約6kmに位置している。市の名前は、ズルム川がネッカー川に合流する河口に位置することによる。
ネッカーズルムは、771年に初めて文献に登場し、1300年頃に都市権を得た。1484年に領土交換で、その後300年にわたりこの地を統治することになるドイツ騎士団領となった。古くは、ワイン製造が主要産業であったが、19世紀後期に工業都市となった。この都市は、1950年代中頃には世界最大のオートバイメーカーであったNSUが本拠とし、同じ頃に大規模なモータースポーツイベントを成功させたことで、その名を知られる。ネッカーズルムにおけるNSUの伝統は、アウディに引き継がれ、13,500人が従事するその工場は 、この都市最大の雇用者となっている。
ネッカーズルムの人口は、27,000人を超え、ハイルブロン郡最大にして、経済上最も重要な都市であるとともに、シュトゥットガルト大都市圏外部の中級中心都市となっている。1973年1月1日からネッカーズルムは大規模郡都市に指定された。
なお、この街の名称は、しばしばドイツ人でさえも「ネッカースウルム」と発音し、またそのように表記されるが、既述の通り、ネッカー川とズルム川に由来する地名であり「ネッカーズルム」という発音が正式である。

## 地理

### 位置
ネッカーズルムは、ネッカー川東岸に位置する。それは、ズルム川が流れ下るヴァインスベルガー渓谷がネッカー渓谷と交わる位置にあたる。旧市街はズルム川の南側にある。ズルム川は、レーヴェンシュタイナー山地を源とし、ネッカーズルムから遠くない場所（バート・フリードリヒスハル市内）でネッカー川に注ぐ。この川にちなんで、「ズルムガウ」とも称する。シュヴァーベン＝フランケンの森山地の北西部に当たるレーヴェンシュタイナー山地の末端部がショイアーベルクおよびシュティフトベルクとしてネッカーズルムの市域東部に達している。ネッカー川の西側がオーバーアイゼスハイム地区、中核市区の北東に位置するのがアモールバッハ地区、そのさらに東がダーエンフェルト地区である。市内で標高が最も低い地点は、ネッカー川の河原で海抜150m、最も高い地点は、ダーエンフェルト地区にある335mの地点である。

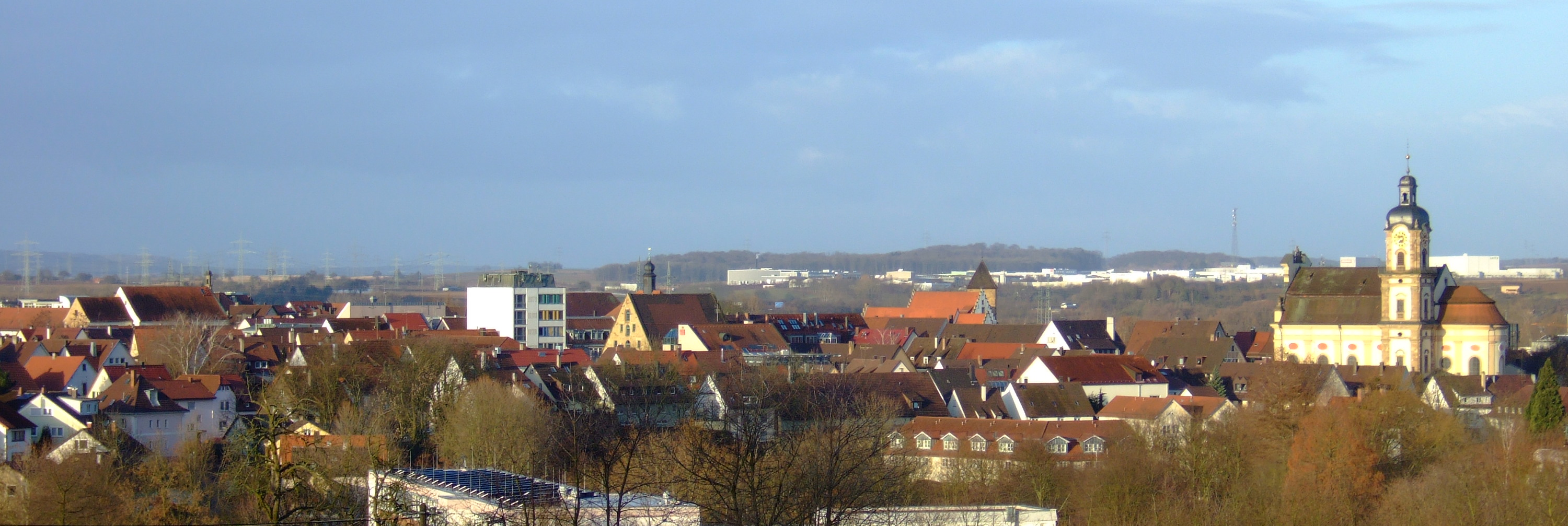
ネッカーズルム旧市街 （東からの眺め）向かって右から、聖ディオニシウス教会、ドイツ騎士団の城、ワイン製造所、その奥が市役所、左端に修道院教会

### 市域の利用状況
ネッカーズルムの市域面積は、24.94 km²、そのうち12.39 km²がネッカーズルム（うち0.86 km²がネッカーズルム＝アモーバッハ）、5.11 km²がダーヘンフェルト、7.44 km²がオーバーアイゼスハイムに属す。（2004年12月31日現在）
1988年から2004年の土地利用別面積は以下の通りである。（面積はha。出典: 1988-2004）
| %                               | 1988年 | %     | 1992年 | %     | 1996年 | %     | 2000年 | %     | 2004年 | %     |
| ------------------------------- | ------ | ----- | ------ | ----- | ------ | ----- | ------ | ----- | ------ | ----- |
| 総面積                          | 2,494  | 100.0 | 2,546  | 100.0 | 2,494  | 100.0 | 2,494  | 100.0 | 2,494  | 100.0 |
| 住宅地、商工業地、 交通用地など | 808    | 32.4  | 860    | 33.8  | 886    | 35.5  | 898    | 36.0  | 933    | 37.4  |
| 農地                            | 1,363  | 54.7  | 1,311  | 51.5  | 1,234  | 49.5  | 1,221  | 49.0  | 1,187  | 47.6  |
| 森林                            | 289    | 11.6  | 310    | 12.2  | 310    | 12.4  | 311    | 12.5  | 311    | 12.5  |
| 水域                            | 34     | 1.4   | 39     | 1.5   | 39     | 1.6   | 39     | 1.6   | 39     | 1.6   |
| その他                          | -      | -     | 26     | 1.0   | 25     | 1.0   | 25     | 1.0   | 24     | 0.9   |

### 隣接する市町村
ネッカーズルムに隣接する市町村は、北西から時計回りに、バート・ヴィンプフェン、ウンターアイゼスハイム、バート・フリードリヒスハル、エートハイム、ノイエンシュタット・アム・コッハー、エーバーシュタット、エアレンバッハ（以上、いずれもハイルブロン郡）、およびハイルブロン（郡独立市）である。ネッカーズルムは、エアレンバッハおよびウンターアイゼスハイムと行政共同体を形成する。

### 市の構成

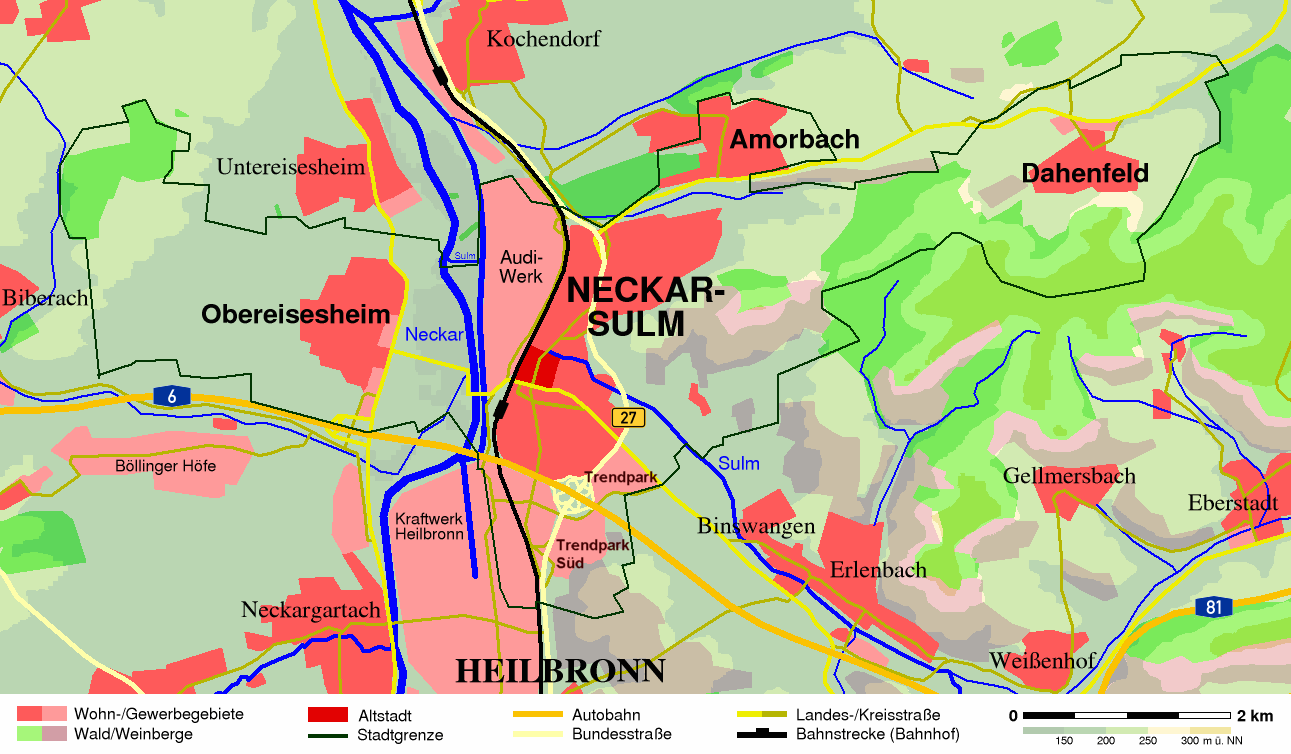
ネッカーズルムの市区配置図

ネッカーズルムの市域は、中核市区と、アモールバッハ地区、ダーエンフェルト地区、オーバーアイゼスハイム地区からなる。ダーエンフェルト地区とオーバーアイゼスハイム地区は、1970年代の市町村再編時に、それぞれの地区の住民投票を経て合併したものである。
中核市区は、さらに居住区で分割されることがある。シュードシュタット（市南部）、ノイベルク居住区などという呼び方がそれであるが、それぞれの境界が確定しているわけではない。

### 地域開発計画
ネッカーズルムは、ハイルブロンを上級中心都市とするハイルブロン＝フランケン地域連合の中級中心都市である。中級中心都市としてネッカーズルムが管轄するのは、ハイルブロン郡北東部、すなわちネッカーズルム近郊の、バート・フリードリヒスハル、エアレンバッハ、グンデルスハイム、ハルトハウゼン・アム・コッハー、ヤクストハウゼン、ランゲンブレタッハ、メックミュール、ノイデナウ、ノイエンシュタット・アム・コッハー、エートハイム、オッフェナウ、ウンターアイゼスハイム、ヴィッデルンである。

## 歴史

### 市の歴史

#### 最初の記録、中世

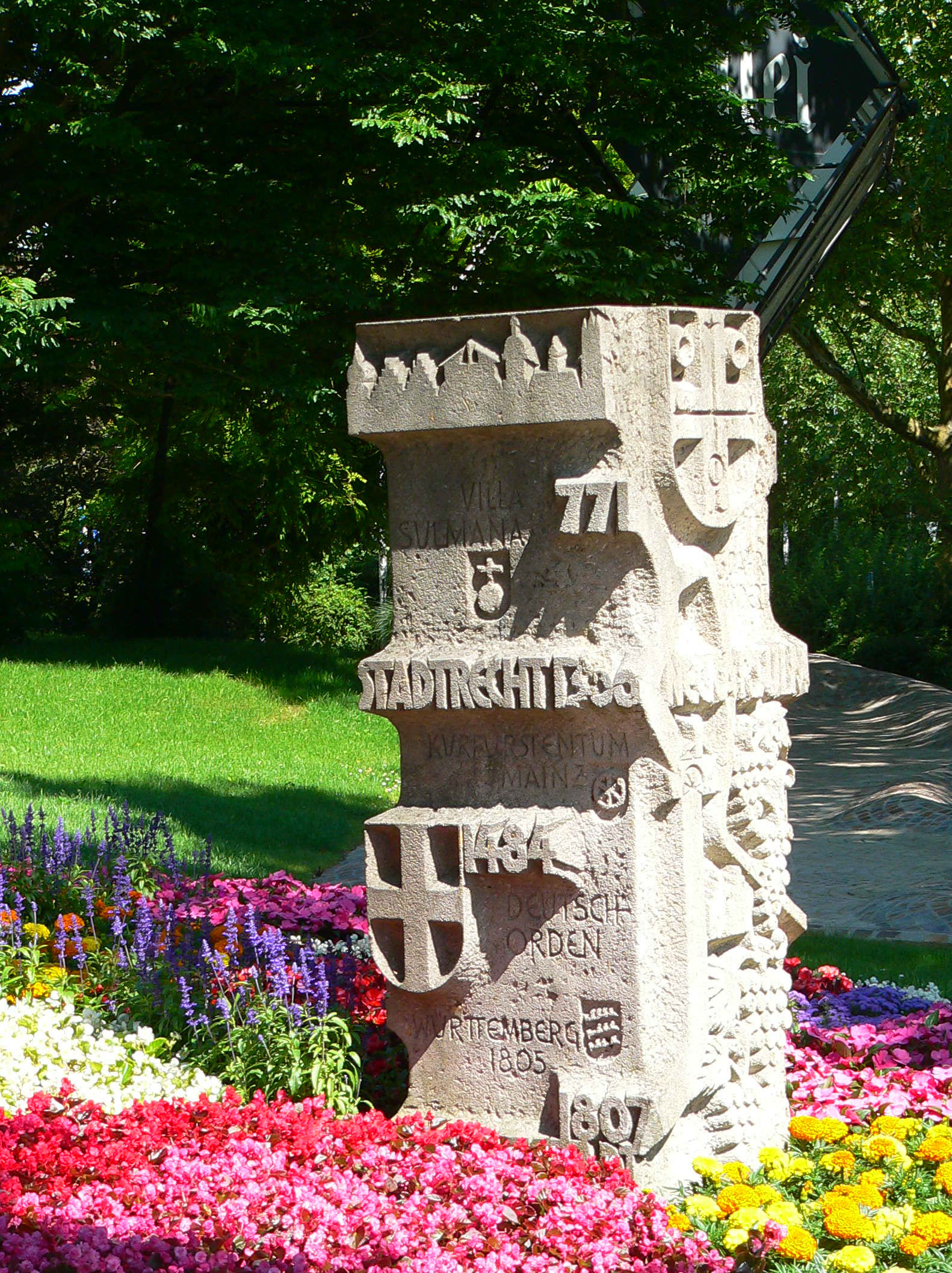
市の歴史を刻んだ "Stadtstein"（市の石）

ネッカーズルムは、"villa Sulmana"として、ロルシュ文書の贈与証明書中に、771年に記録されているのが文献上の初出である。この文書は、プリドロッホとその相続人である妻ブリトルートが、villa Sulmanaの全所領をロルシュ修道院に寄贈することを記したものである。旧市壁の南側にあたる現在のビンスヴァンガー通りから出土した出土品から、7世紀にはすでに、ここにフランク人の入植地があったことが証明されている。さらに、壺の破片などの考古学上の発見から、現在の市域には、その6000年前の新石器時代から多くの入植中心地が存在していたことが明らかとなった。
この村は、シュタウフェン家の所領となり、1200年頃までにはレーエンとしてヴァインスベルク家が統治を始め、ショイアーベルクに城を築いた。1212年頃、エンゲルハルト・ヴァインスベルクがズルム河畔のニレの木の下に裁判所を設けた。市内の城の建設も13世紀には完成しており、おそらく12世紀から徐々に建設・拡大されたものと推測される。
14世紀の初めに、この町は都市権と市場開催権を獲得し、この頃から、少なくとも10の塔を持つ市壁の建設が始まった。
1335年にヴァインスベルク家は、ネッカーズルムを含む所領をマインツ大司教に売却し、大司教本部は15世紀中頃、遅くとも1483年までには、これをジッキンゲン家に担保として与えた。1400年頃に、マインツの領主はこの町に貨幣鋳造所を設けた。15世紀の半ばから終わりに、旧墓地の近くにある聖母教会（後に巡礼教会となった）の前身となる礼拝堂がシュタイナハに建設された。

#### ドイツ騎士団統治下のネッカーズルム

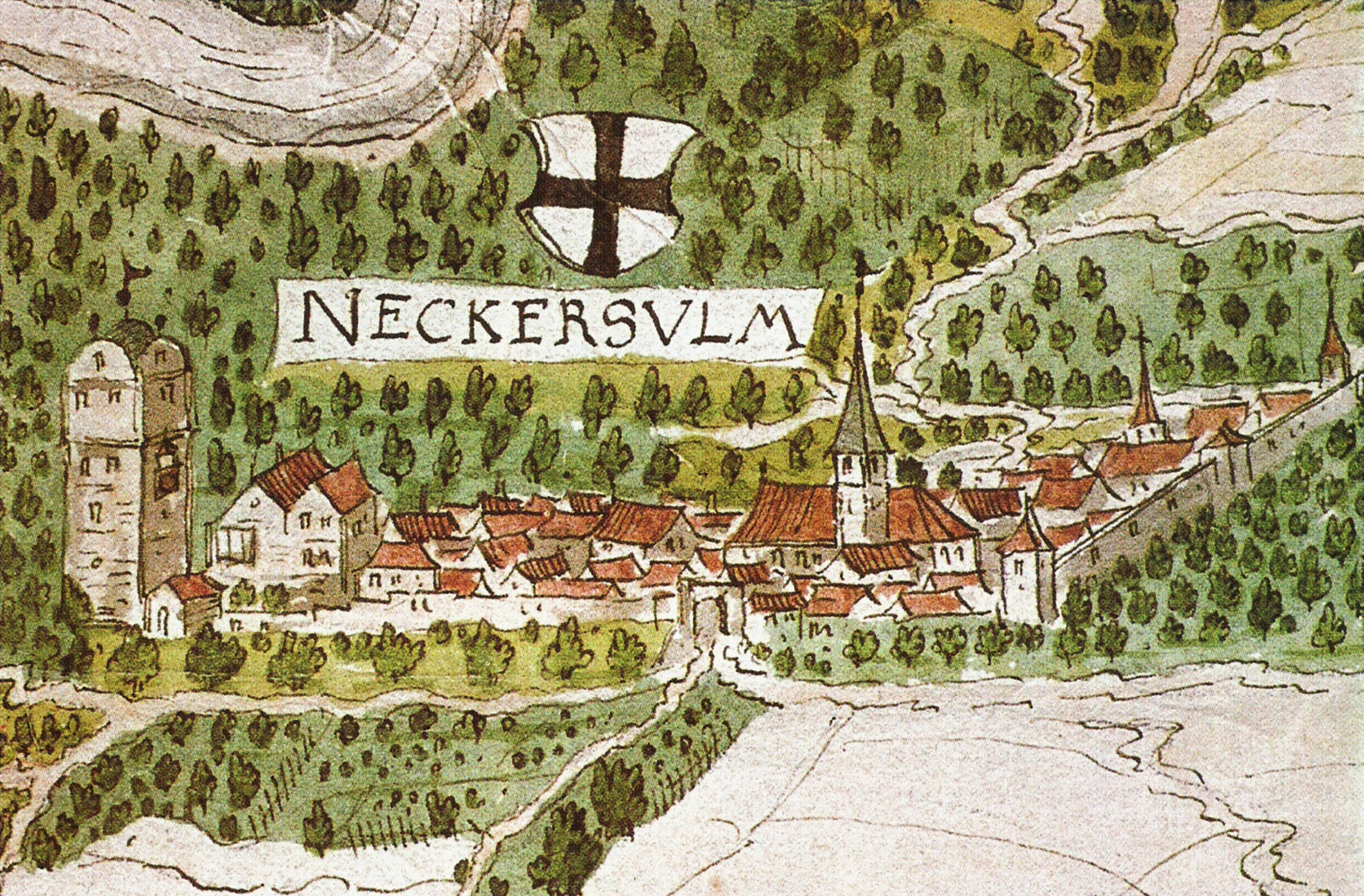
現存する最も古いネッカーズルムのスケッチ。1578年。

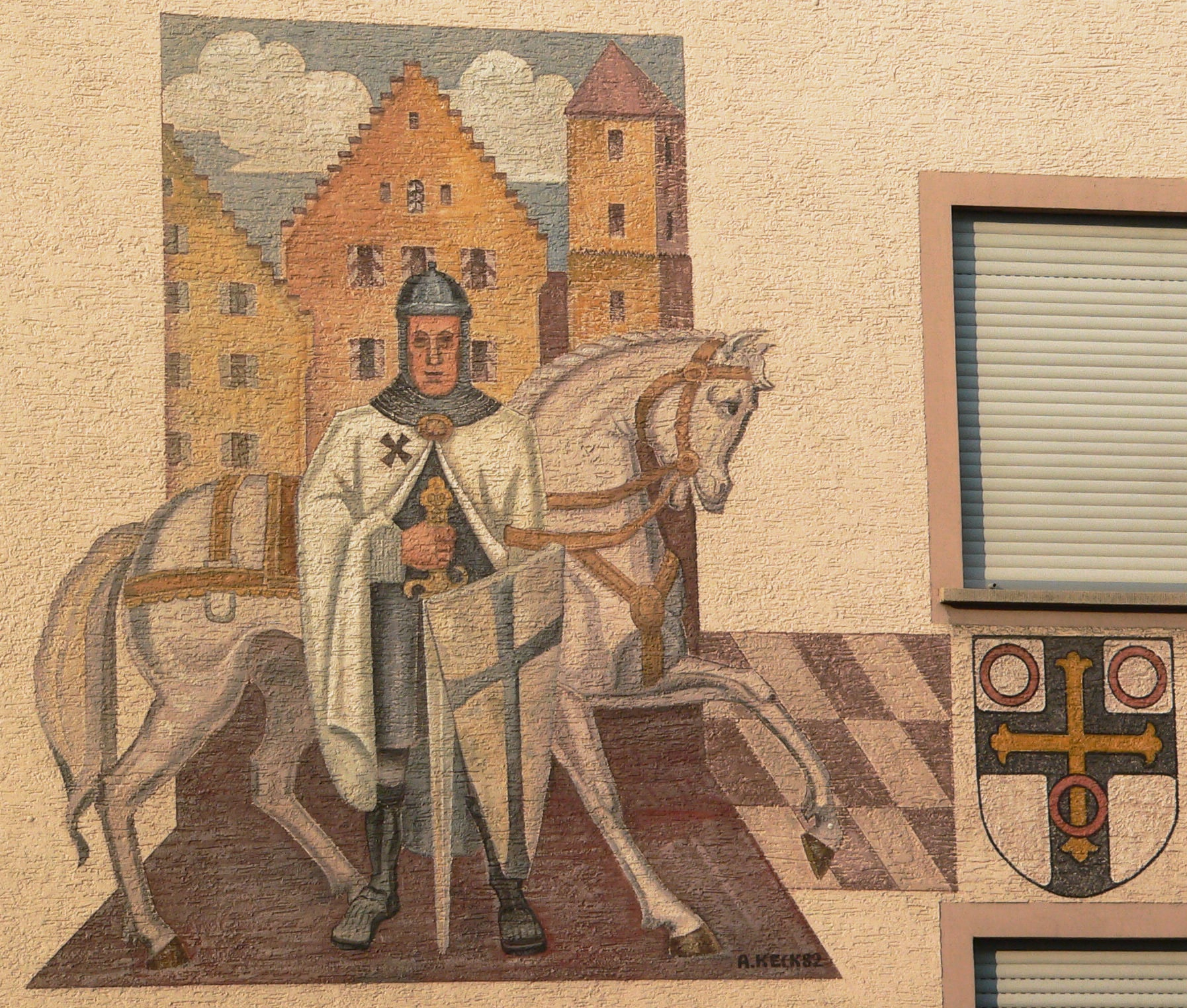
コルピンク通りの壁に描かれた騎士の壁絵

1484年、ついに領土交換によりマインツ大司教からドイツ騎士団にこの都市が渡された。これより19世紀の初めまで、騎士団による統治が続く。今日もなお、市の紋章は、白地に黒十字が描かれ、また市の色は黒 - 白であり、300年以上にわたるドイツ騎士団の長い統治を示している。同じ1484年には、マルクト広場のレーヴェンブロンネン（ライオンの泉）が造られた。1513年にはラテン語教師が雇い入れられ、ネッカーズルムで講義を始めている。
1525年のドイツ農民戦争の際には、激昂した農民達（特に下層階級の生活条件にあった農民達）が、ドイツ騎士団官僚の行政府やショイアーベルクの城を破壊した。これらの建物はこれ以後再建されなかった。ドイツ騎士団の行政府もこの時破壊されたが、その後再建された市内の城(Stadtschloss)に移転した。主塔は牢獄として利用された。ネッカーズルムの重刑裁判所は1540年以降はゾントハイム（現ハイルブロン市内）に置かれた。ネッカーズルムが農民達を支援した罰として、市の防衛施設が取り壊された。しかし、16世紀になると再建された。暴動に加わった農民達には過酷なノルマが1575年まで課された。
1538年以降、市内の城では、様々な騎士団の集会が開催され、重要な議題が話し合われた。この頃に、市役所（1544年）、ワイン製造所（1567年）、現在の市教区教会の前身となる建物（1575年）などが建設された。また、1552年には一時的にヴュルテンベルク公クリストフの支配下に置かれた。
三十年戦争の期間（1618年 - 1648年）、住民達は、何度も替わる駐留部隊に耐えねばならなかった。1631年から1634年はスウェーデン軍が町を支配し、1644年には16,000人のバイエルン軍の兵士がネッカーズルムに留まり、1645年から46年にはフランス軍とヴァイマール軍がこの都市を略奪した。最後の軍隊が撤退したのは1649年になってからであった。この間、1626年から1627年と、1635年の2回、ペストの流行により600人以上の人命が失われ、それ以上の数の市民が困窮した。農民戦争や三十年戦争の時代、ドイツ騎士団はユダヤ人を受け容れた。
17世紀には、それまで「ズルム」、「ゾルメ」、「ズルマーナ」あるいは「ヴィラ・ズルマーナ」などと呼ばれていたこの都市が、次第に現在の馴染みの名称である「ネッカーズルム」と呼ばれるようになった。1660年から1666年には、市の南門の前に、修道院教会とカプチン会修道院（現在は警察署が入っている）が創設された。1668年にはシュタイナハの巡礼教会が拡張された。18世紀初めまでに、市内に4つの病院が建設された。
18世紀の初め、スペイン継承戦争の時代には、新たな占領に苦しんだ。この世紀には、新しい市教会聖ディオニシウス教会（1706年 - 1710年）、市教会の塔（1757年）や現在の旧市庁舎（1782年）が建設された。教会の塔や市庁舎の建築家はフランツ・ヘッフェーレ（1711年 - 1785年）で、周辺地域の多くの教会建築、たとえばダーエンフェルトの聖レミギウス教会などを手がけている。
ナポレオン戦争以後、1805年または1806年からネッカーズルムはヴュルテンベルク王国に属し、新たに創設されたオーバーアムト・ネッカーズルムの行政庁所在地となった。

#### ワイン造りと工業化（19世紀から20世紀中頃）

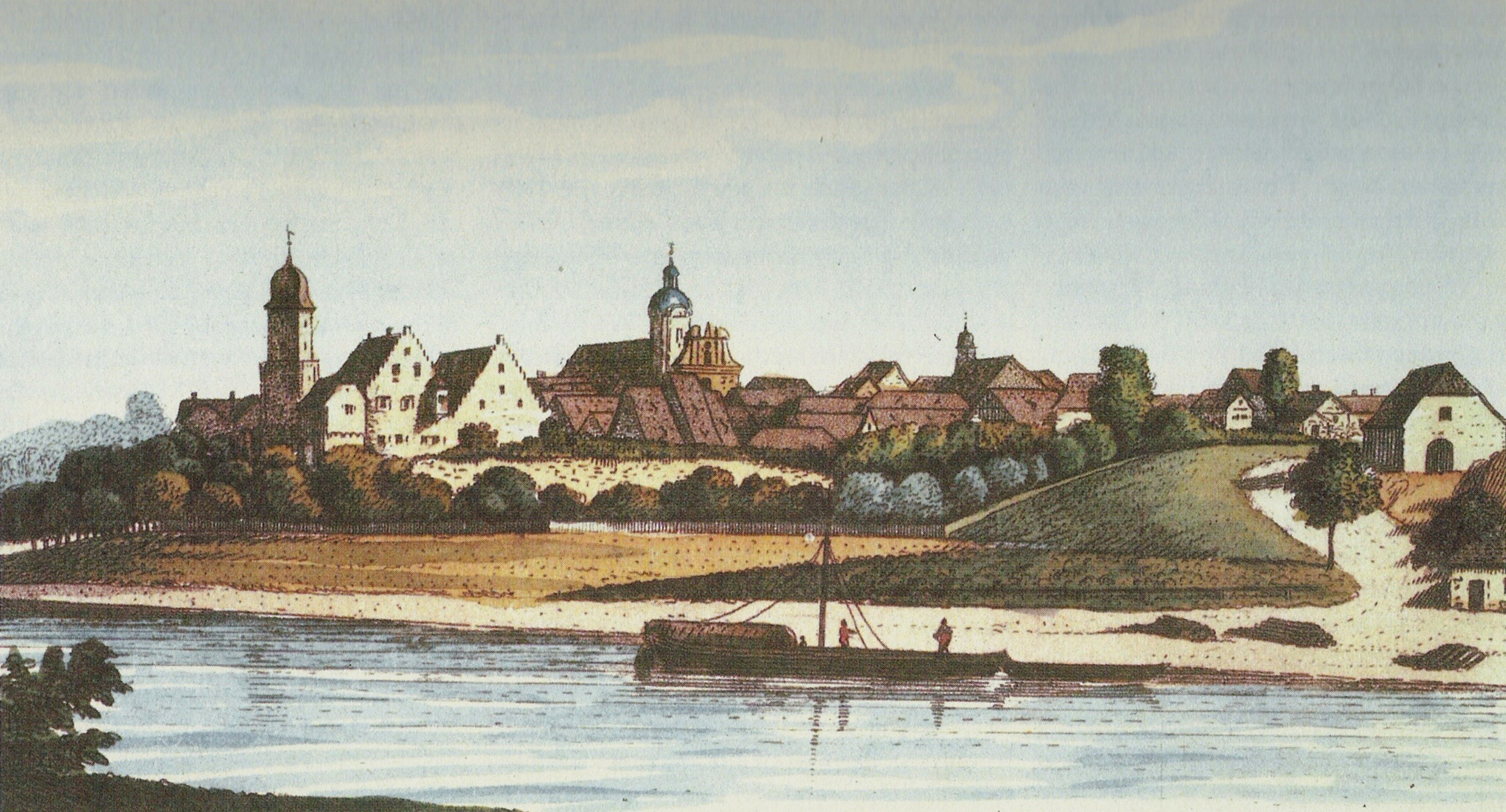
ネッカーズルム西側からの眺め。G.エプナー作、1820年頃

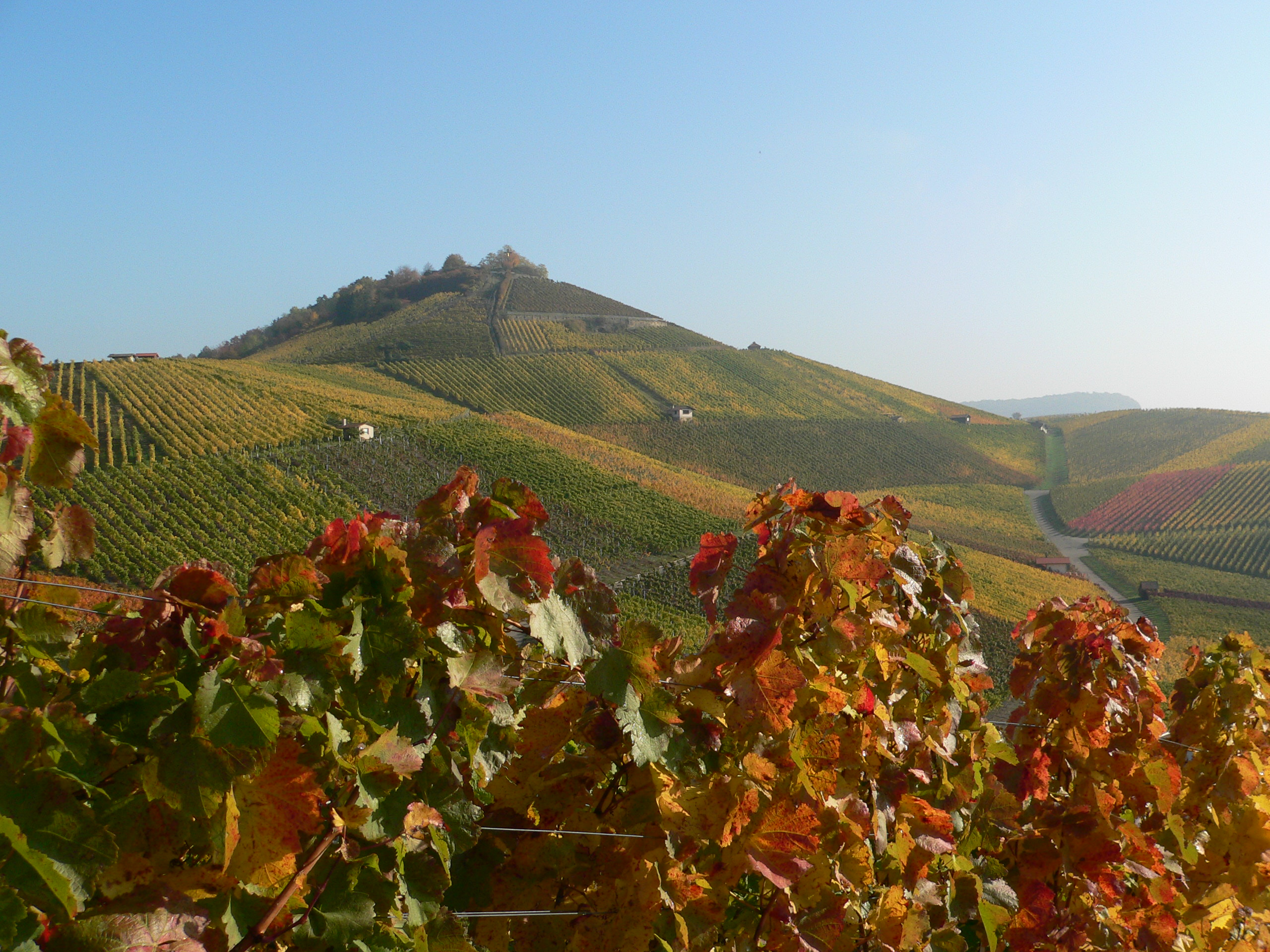
ショイアーベルクのブドウ畑

19世紀になると市の住民は徐々に増加していった。これに伴い、市域はその防衛施設の範囲を超えて拡大していった。1847年に修道院の庭にオーバーアムト裁判所が設けられた。現在この建物には、公証人役場、土地登記所、市立文書館が入っている。
ネッカーズルムには、1834年にはワイン造り連合会、1855年にはこの地方で最も古いワイン造り協同組合が創設された。その頃まで、この町は、農業とワイン造りが主な産業の、どちらかといえば田舎の都市として発展してきたのだが、1866年にハイルブロン - ヤクストフェルト間の鉄道が開業し、またネッカー川沿いの好位置にあることから、19世紀末から次第に工業化が進められた。ネッカー川の港の開設（1870年）、フランツ・ボイハルトの造船所の開設（1873年）鎖でつないだ蒸気船のネッカー川の運航（1877年）が、その発展に寄与した。ネッカーズルムでは1880年から1900年までに22隻の川船が造られた。
この町の工業化の最大のものは、1880年にドナウ川沿いのリートリンゲンからネッカーズルムにクリスティアン・シュミットの編み機工場が移転したことであった。この会社から、Neckarsulmer Fahrradwerke、後のNSUが興り、自転車、オートバイ、自動車の生産を行った。NSUは、70年間にわたりネッカーズルムの最も重要な経済上の構成要素であり続けた。
この頃創立された他の主な企業としては、木材加工業のKnapp、蒸気稼働式大型鋸のHespeler、工具製造のBaldauf（1898年）、さらに20世紀初めには、Spohn（ジュート産業、1903年）、後にKolbenschmidt（ピストン製造）となるDeutschen Ölfeuerungswerke aus Heilbronn（1903年）が挙げられる。戦争の都市である1917年に、「ネッカーズルム持ち家協同組合」が創設され、経済的に負担可能な個人住宅や貸家の建設を行った。最初の建設は、同じ年に、フィクトールヘーエで行われた。
20世紀初めになると、市には電話とガスのネットワークができ、家庭用の水道が設置された。1913年に電気の供給が始まり、1925年にはネッカー運河のネッカーズルム - コッヒェンドルフ間の掘削工事がなされた。
他所からの労働者の流入により、伝統的なカトリック教会を主体とした住民構成にも変化が見られた。1898年にSPDグループができ、19世紀中頃からプロテスタントの組織が根付き始めた。
1938年、オーバーアムト・ネッカーズルムが廃止され、その市町村はハイルブロン郡に編入された。

#### 第二次世界大戦後の再出発
国家社会主義の時代から第二次世界大戦にかけ、兵舎の所在地となり、またカール・シュミット（現在のコルベンシュミット）やNSUなど戦略上重要な都市としての評価を獲得していった。このため、第二次世界大戦の末期、1945年3月1日アメリカ軍の空爆により広範囲にわたって破壊された。再建は1950年代までかかった。部分的に、歴史的建造物が再建されていった（たとえば市教会、ドイツ騎士団の城、市役所など）が、他の部分、たとえばマルクト広場地区やマルクト通りの北側などは、再建が断念され、新しい町が造られた。
1953年5月1日から、旧市街の北側、ノイエンシュタット・アム・コッハーまで結んでいる郡道沿いのアモールバッヒャー・フェルトで、連邦モデル住宅地が建設された。とりわけ引き揚げ者たちの新しい故郷となった、新たな市区であるアモールバッハ地区は、1955年9月24日に落成式が執り行われた。中核市区周辺にも新たな居住区として、ノイベルク（1960年）、アホルンヴェク（1966年）、リンケンタール（1958年）などが創設された。

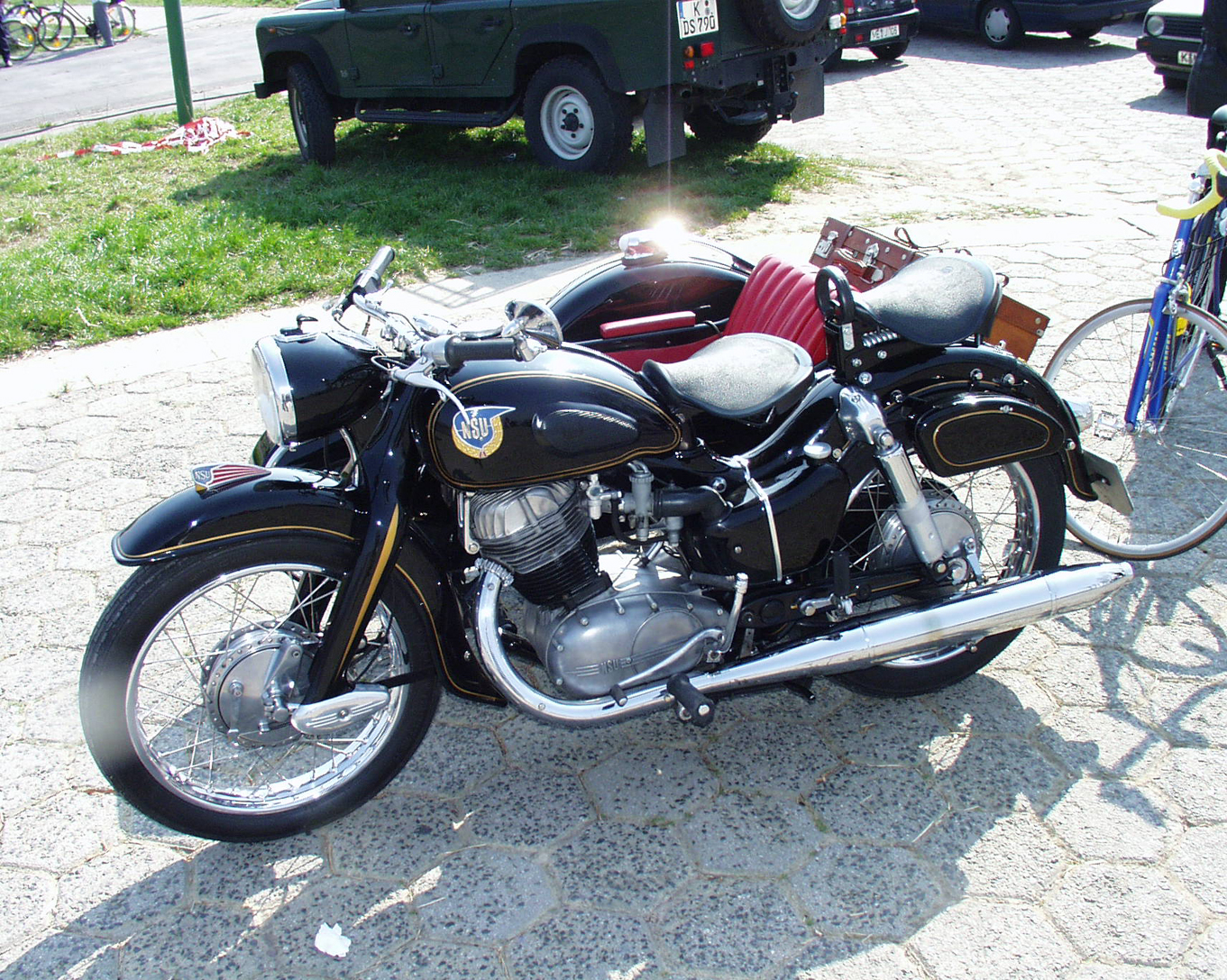
1951年から1963年まで販売されたNSU Max / Supermax

1950年代中頃NSUモーターは、35万台の二輪車を販売し（1955年）、世界最大の二輪車生産者となった。1969年1月に当時のNSU株式会社は、フォルクスワーゲン＝コンツェルンに属すインゴルシュタットを本拠とするAuto Union有限会社と合併し、ネッカーズルムに本社を置く
Audi NSU Auto Union株式会社となった。
1970年代の市町村再編の時代には、1971年5月1日にダーエンフェルト、1972年5月1日にオーバーアイゼスハイムがネッカーズルム市に合併した。これにより、ネッカーズルム市の人口は2万人を超えた。これを承けた市当局の大規模郡都市への昇格の申請は、1973年1月1日にバーデン＝ヴュルテンベルク州地方局に受理された。初代のネッカーズルム市上級市長は、エルハルト・クロッツであった。
1973年から1976年にズルム川の洪水対策工事が行われ、市北部に全長2.5kmの排水溝と、ネッカー運河が建設された。この工事は、アウディ社の12,000人分の工業用地確保に寄与した。その後のエネルギー危機や自動車産業の危機により1975年にはAudi-NSU社の解体が危ぶまれたが、これは回避することができた。この頃、旧市街の北部にあるドイツ騎士団の城や市立公園内の聖ヴィンツェンツ宿舎の落成式も執り行われた。

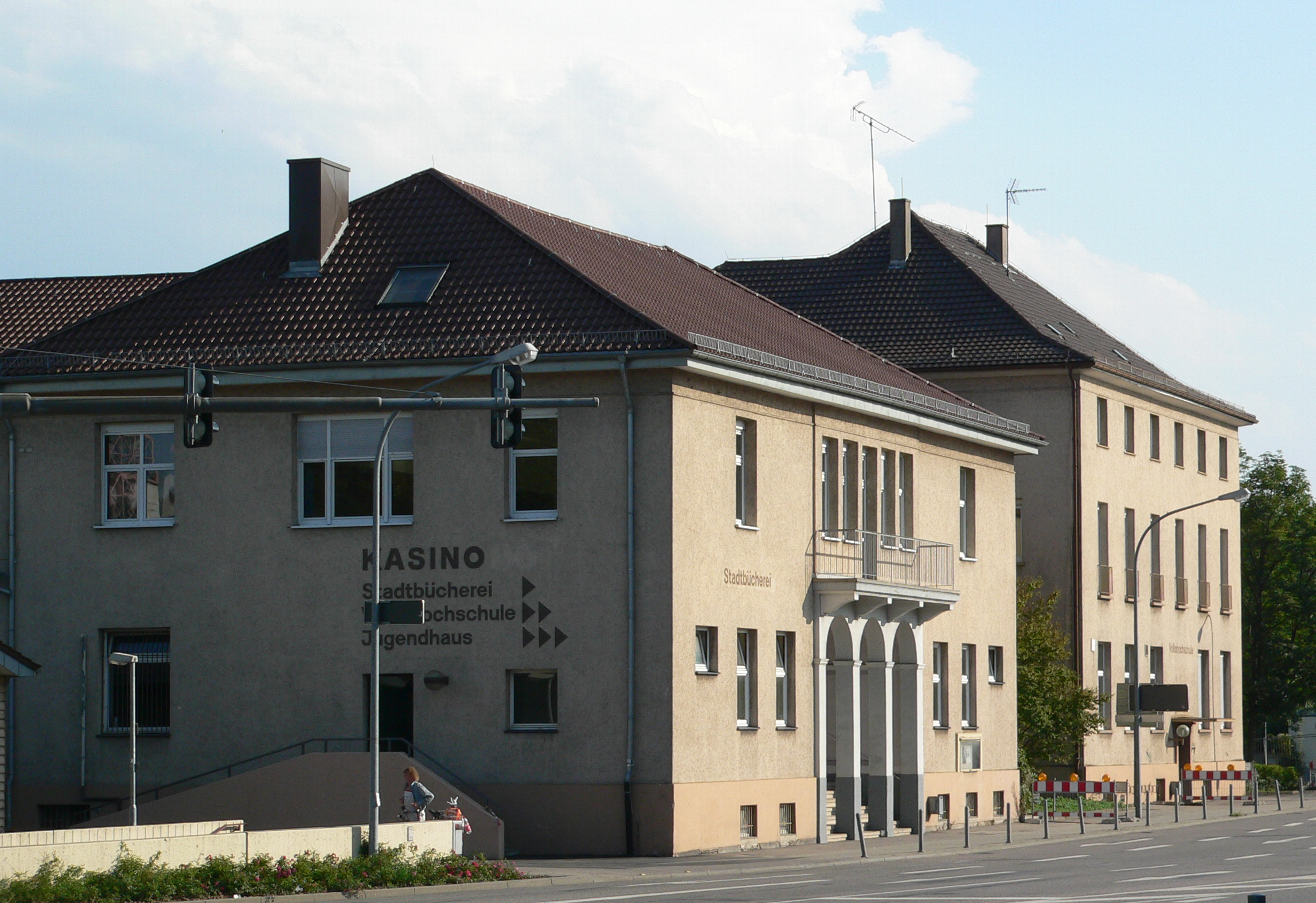
旧NSU会館（2005年7月）

1976年から、特にシュードシュタット地区（市南部）、オーバーアイゼスハイム市区、ダーエンフェルト市区で居住区の造営が活発になり、ノイベルク地区が拡大された。イベントセンター・バライ(Ballei)が、1979年に落成した。1981年には旧NSU会館（旧市街の西、クリスティアン＝シュミット広場の近くにあった）が、文化施設に改築された。この建物には、市立図書館、市民大学、青少年センターが入居していた。古い市庁舎（1782年建造のロココ建築）は、1983年から1985年に近代的な新館が増築された。1990年には新しく南産業地区 (Gewerbegebiet Süd) の開発が始まり、バライ北 (Gebiet nöldlich der Ballei) の建設が始まった。これにより、煉瓦の小屋は改築され、音楽学校が新設された。同じ年に、レジャープール施設 AQUAtoll が開館した。
1992年から1996年にかけての経済危機は、特にアウディとコルベンシュシュミット社に大きな影響を及ぼし、1000人近くの労働者が職を失った。
1994年には、音楽学校の開設をもってバライ北地区の建設が完了した。同じ頃、1992年に最後のアメリカ兵が去った兵舎を一部取り壊し、新しいシュティフツベルク通り産業地区の建設準備が始まった。また、居住区としてアモールバッハ第2地区 (Amorbach II) の拡張が1991年から1997年に行われた。その前提として、市境を東に拡張する必要があり、このためにはエートハイムから約51haの土地を譲り受けなければならなかった。エートハイムは、この代償としてダーエンフェルト市区から同じ面積の土地と1300万マルクとを得た。アモールバッハ第2地区は、たとえばオイゲン＝ボルツ通りの住宅地ではソーラーエネルギーシステムを備え、あるいは地中にパイプを通した蓄熱装置を建設するなど環境に配慮した居住区となっている。
エアレンバッハと共同のネッカー通り産業地区 (Gewerbegebiet Straßenäcker) の開発は1995年に始まった。さらにTDS AG社や dsb AG社の「ガラスのオフィスタワー」が立ち並ぶ「トレンドパーク」（1995年）や、Lidl & Schwarz社（現在のLidl Stiftung & Co. KG社）の新社屋が置かれたシュティフツベルク通り産業地区（1995年）といった別の産業地区の建設も相次いだ。1997年にはシネマコンプレックス Kino Europlex（現在のCineplex）が旧市街の南にオープンし、南バイパス道路が開通した。アモールバッハ市区では、2000年からアモールバッハ第2地区の第2期工事が始まった。

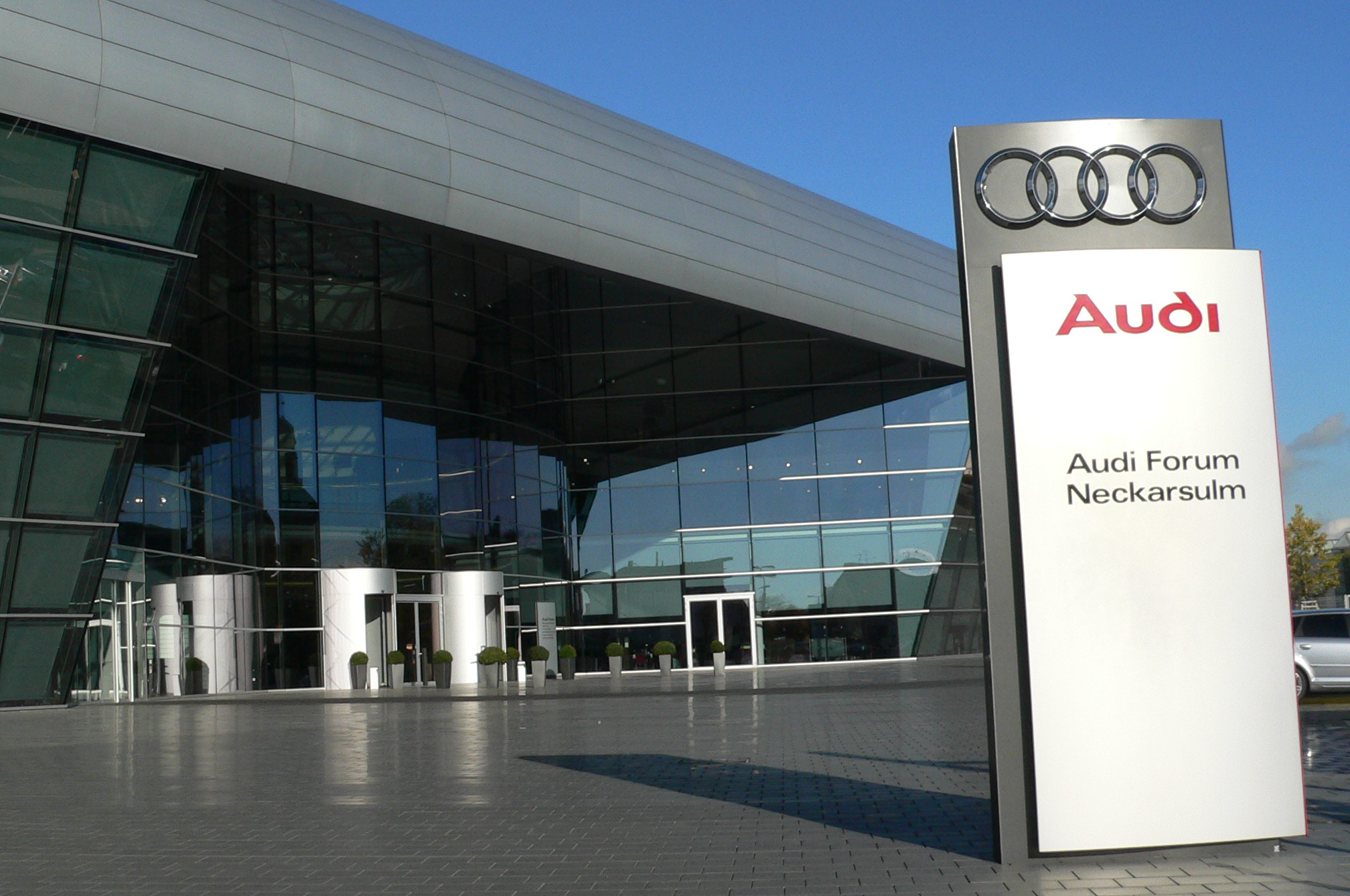
アウディ・フォーラム

2001年から2005年の間に多くの企業が新しい産業地区トレンドパーク、シュティフツベルク通り、ネッカー通りに社屋を設けた。2001年に設けられたトレンドパーク南産業地区に2004年にBechtle AG社が居を構えた。こうして1998年に策定された再活性化計画は、特に市内中核部では、次のステップに移った。市庁舎の拡張（2002年）、市立図書館の新築（現在はメディアテックと呼ばれている。2004年7月開館）、マルクト通りの歩行者専用道路への再編成（2005年4月30日に落成）、木組み建築のファサードの再現などである。2005年9月、市民大学の新しい建物が、ゼー通り沿いに開設された。
アウディのネッカーズルム工場は、2006年9月30日および10月1日に「ネッカーズルムでの自動車生産100周年」を祝った。これに先立ち、2005年10月に旧NSU時代の最後の建物「NSU会館」が取り壊された。アウディ・フォーラムとクリスティアン＝シュミット広場を挟んで向かい合うこの場所は、SE-センター広場 (SE=Simultaneous Engineering) となり、2007年3月末に完成した。これに伴い、中核区の西を通る郡道2000号線、すなわちゴットリーブ・ライムラー通りおよびNSU通りを環状道路に接続する改革がなされた。それ以前にすでに新しいアウディ・フォーラムは完成しており（2005年5月10日開館）、コルベンシュミットのカスタマー・センターがこれに続いた（2007年3月完成）。
約27,500人の人口を持つネッカーズルムは、ハイルブロン郡最大の都市であり、AUDI AG、Kolbenschmidt Pierburg AG、Lidl Stiftung & Co. KG、Kaufland Stiftung & Co. KG、TDS AG、Bechtle AGといった大企業の他にも多くの中小企業が集まる、将来性豊かな商工業都市であり、経済上きわめて重要な都市である。
以上、市の歴史については、 の「市の歴史」の項からの引用を含みます。

### 市町村合併
- 1971年5月1日: ダーエンフェルト
- 1972年5月1日: オーバーアイゼスハイム

### 人口推移
ネッカーズルムの各時点での市域内の人口推移を以下に示す。人口は、国勢調査(¹)、あるいは当該時点での自治体の統計局の資料に基づく。
| 時点            | 人口（人） |
| --------------- | ---------- |
| 1527年          | 約 1,000   |
| 1635年          | 約 1,400   |
| 1756年          | 1,544      |
| 1810年          | 2,050      |
| 1849年          | 2,576      |
| 1871年12月1日   | 2,576      |
| 1880年12月1日 ¹ | 2,845      |
| 1890年12月1日 ¹ | 3,011      |
| 1900年12月1日 ¹ | 3,707      |
| 1910年12月1日 ¹ | 5,170      |
| 1925年6月16日 ¹ | 6,692      |
| 1933年6月16日 ¹ | 7,035      |
| 1939年5月17日 ¹ | 8,593      |

| 時点            | 人口（人） |
| --------------- | ---------- |
| 1945年12月      | 7,559      |
| 1950年9月13日 ¹ | 9,319      |
| 1961年6月6日 ¹  | 15,299     |
| 1970年5月27日 ¹ | 18,517     |
| 1975年12月31日  | 20,112     |
| 1980年12月31日  | 21,871     |
| 1987年5月27日 ¹ | 21,534     |
| 1990年12月31日  | 22,690     |
| 1995年12月31日  | 25,788     |
| 2000年12月31日  | 27,408     |
| 2005年12月31日  | 27,401     |
| 2010年12月31日  | 26,511     |
| 2015年12月31日  | 26,304     |

¹ 国勢調査

### 宗教
ネッカーズルム市の地域は、元々マインツ大司教区に属していた。1453年にヴュルツブルク司教区に移された。この地域では、宗教改革は浸透せず、そのため数世紀を経た後も主としてカトリックの街となっている。1805年のヴュルテンベルクへの編入後は、1814年にエルヴァンゲン司教総代理管区に属したが、その後1821年または1827年に新しく創設されたロッテンブルク司教区（現在のロッテンブルク＝シュトゥットガルト司教区）に組み込まれた。ネッカーズルムは首席司祭の所在地になっている。ネッカーズルムの市内に存在する小教区は、中核地区に聖ディオニシウス教区および聖ヨハネス教区（1973年に創設）、ダーエンフェルト市区に聖レミギウス教区、アモールバッハ市区にパックス・クリスティ教区がある。オーバーアイゼスハイム市区にも1972年からカトリックのキリスト教会ができたが、この教会のコミュニティは、ネッカーズルムの聖セイディオニシウス教区に属す。
19世紀にはネッカーズルムにもプロテスタント教会が創設された。初めは、城内礼拝堂を用いて教会の礼拝などを行っていたが、1888年にプロテスタントの市教会が建設された。教会組織は初めからヴュッテンベルクの福音派地方教会に属した。アモールバッハ市区にも1955年に聖霊教会が、当時の市域内で2つめのプロテスタント教会として創設された。この後さらにマルティ・ルター教会が創設された。これら3つの教会はともにノイエンシュタット監督管区に属した。この監督管区にはダーエンフェルトのプロテスタント教会も属していた。これに対して、オーバーアイゼスハイムは、ヴュッテンベルク公領に属していたことから、早くからプロテスタント化されていた。教会組織は元々リヒテンシュテルン修道院領に属していたが、1807年にハイルブロン監督管区に移管され現在に至っている。
こうした両キリスト教会の他に、ネッカーズルムには、新使徒教会やエホバの証人の信者組織がある。さらには、ユダヤ人のコミュニティも存在する。また、イスラム諸国地域、特にトルコからの移民たちにより組織されたイスラム教徒のコミュニティは、中核市区の南に位置するレーテル居住区にモスクを建設しようと計画中である。

## 行政

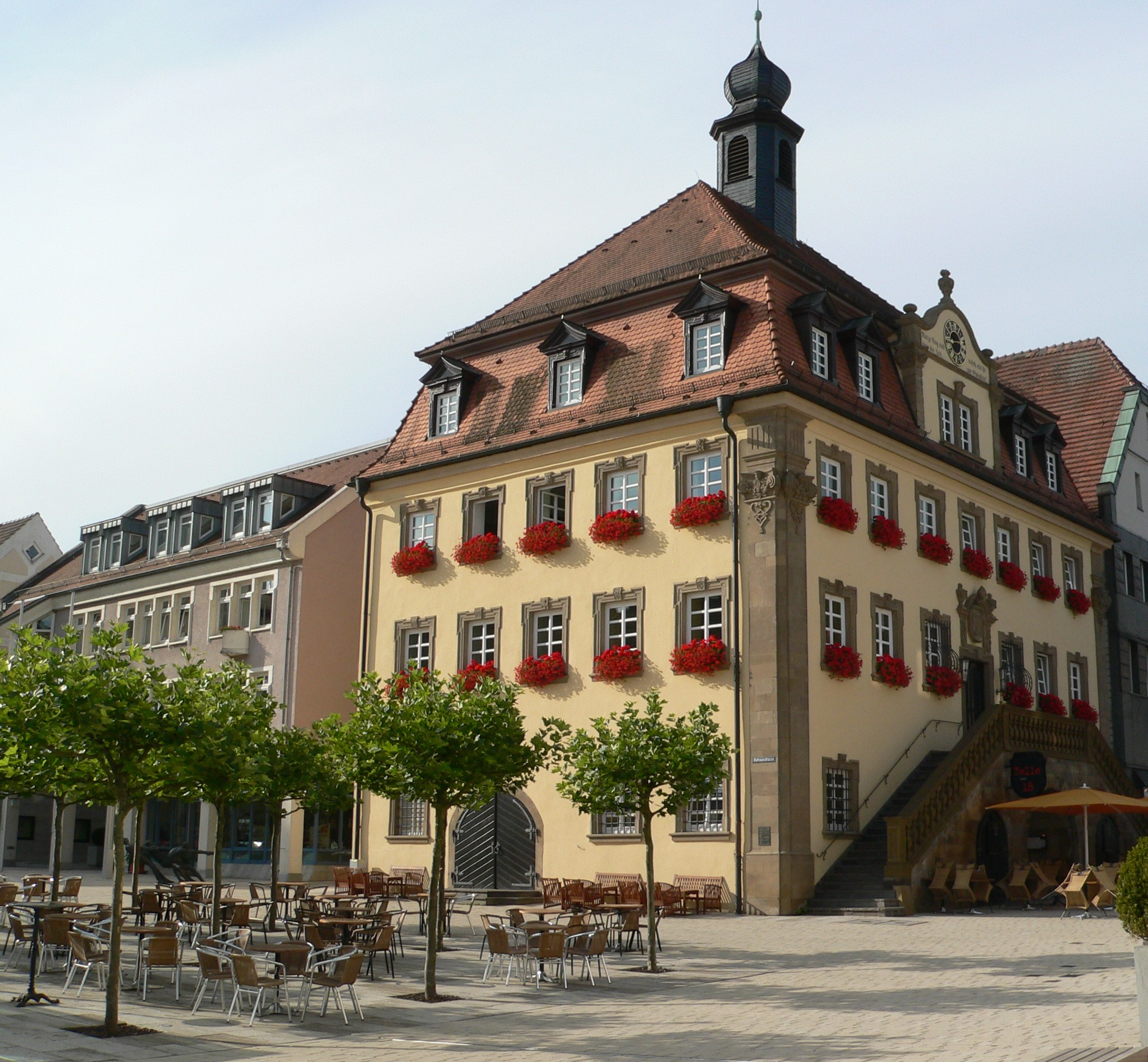
ネッカーズルムの市庁舎。正面は旧館（1782年）、向かって左に続くのが新館（1985年）

### 市議会
ネッカーズルム市の市議会は、29議席からなる。

### 市長
第二次世界大戦後の市長（1973年以降は上級市長）を列記する。
- 1945年-1946年: ヘルマン・グライナー (Hermann Greiner)
- 1946年-1949年: ヨハネス・ホイスラー (Johannes Häußler)
- 1949年-1955年: エルヴィン・ヴェルナー (Dr. Erwin Wörner)
- 1955年-1967年: ハンス・ホフマン (Dr. Hans Hoffmann)
- 1967年-1992年: エルハルト・クロッツ (Dr. Erhard Klotz)
- 1992年-2008年: フォルカー・ブルスト (Volker Blust)
- 2008年-2016年: ヨアヒム・ショルツ (Joachim Scholz)
- 2016年-　: シュテフェン・ヘルトヴィヒ (Steffen Hertwig)

### 紋章

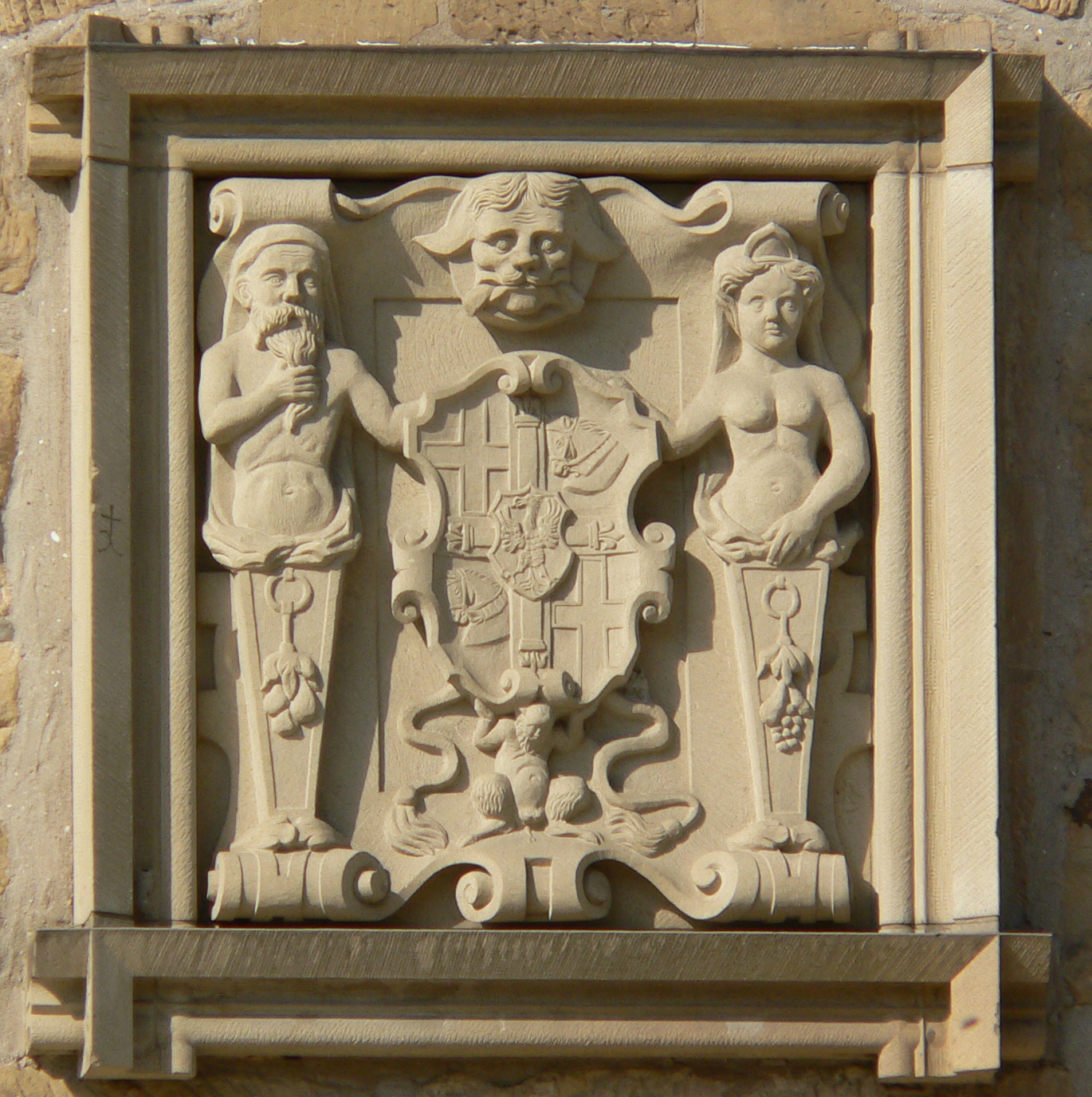
グローセ・ケルター（旧ワイン製造所）に掲げられたドイツ騎士団総長ゲオルク・フント・フォン・ヴェンクハイムの紋章

ネッカーズルム市の紋章は、銀地の盾型いっぱいに黒の十字架（ドイツ騎士団十字）、その上に重ねて端がユリ型となった金の十字架。ドイツ騎士団十字の上方に二つの赤い輪、ユリ十字の下の足に重ねて一つの赤い輪。市の色は、黒 - 白である。
ドイツ騎士団十字は、1528年から市の紋章に使われている。その後、マインツの輪があしらわれるようになった。輪はナイッペルク家の紋章に由来する。ドイツ騎士団総長ラインハルト・フォン・ナイッペルクは、変形した紋章を採り入れるよう指示した。この輪は、時にバラの花として描かれていることもある、ユリ十字を加えた現在の紋章が確定したのは1955年であった。バーデン＝ヴュルテンベルク州の地方管理局は紋章とこれに付随する市の色を協議し、1963年に内務省の認可が得られた。それ以前の市の色は黒 - 青であった。

### 友好都市
- カルモー（フランス、タルヌ県）1958年
- ボルディゲーラ（イタリア、リグーリア州）1963年
- グレンヒェン、ゾロトゥルン州）1988年
- ツショパウ（ドイツ、ザクセン州）1990年
- ブダケシ（ハンガリー、ペシュト県）1993年

このうち、フランス南部のカルモーとネッカーズルムとの友好都市協定は、第二次世界大戦後にフランスとドイツの都市間で結ばれた最初の友好都市協定であった。主導したのは、両市の市長が創設した国際市長同盟であった。この同盟の目的は、友好都市協定を締結し、市町村レベルでの和解と相互理解を得ることであった。友好都市協定締結の功績に対し、連邦政府は、フランス側の市長である Jean Vareilles に第一等功労勲章である功労十字勲章を贈った。

### 都市建設計画

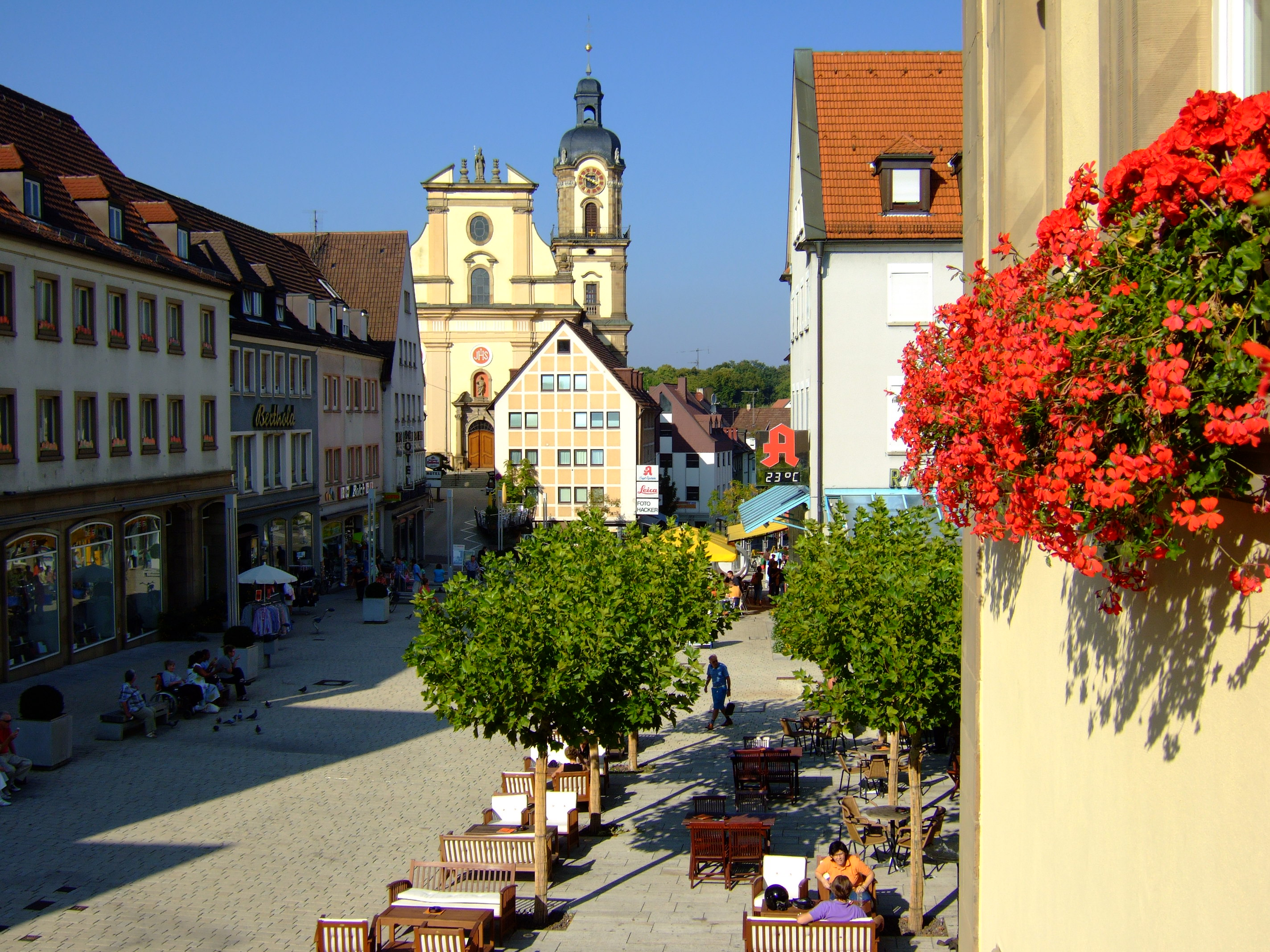
マルクト広場沿いの歩行者専用地域（背後は聖ディオニシウス市教区教会）

ネッカーズルムは、2006年のバーデン＝ヴュルテンベルク州のコンテスト「市中心部に住む −魅力的な都市・街中心建設戦略」でコンスタンツに次いで第2位となった。このコンテストは、内務省、労働・社会福祉省および住宅金融金庫の業界団体の協賛、州知事ギュンター・エッティンガーの後援で開催された。139の市町村がエントリーされ、このうち15市町村が3つのカテゴリーで選択された。ネッカーズルムが入賞したカテゴリーは、模範的な総合開発計画を評価する「戦略的地域開発計画」であった。評価対象となった総合開発計画は、建設局長クラウス・グラッベの指導下で策定され、その後豊かな成果を上げた1998年の再活性化コンセプトと、以下の諸点が含まれる。
- マルクト広場とマルクト通りを含む市内中心部の交通を遮断し、魅力的な歩行者区域の商業地区を創出したこと。
- 屋内駐車場、地下駐車場、屋外駐車場を、市内中心部を取り囲むように設け、これにより無料の駐車を可能としたこと。
- 連邦道B27号線と郡道2000号線を迂回するバイパスを設けたこと。
- 「シティー・アウトフィット・プログラム」により、化粧塗りと砂岩のファサードという旧来の外観を復旧し、これにより市内中心部の新たな価値を創出したこと。
- 古いデパートに入った「ネッカーズルマー・ブラウハウス」のように使われていない古い建築を飲食店に利用したこと。
- 新しい公共建造物の外観を統一デザインとしたこと。たとえば、2002年の市庁舎の拡張部、2004年のメディアテック、2005年の市民大学がその例である。
- メディアテックや市民大学のような新しい文化施設が市内中心部の住環境の価値を上げ、同時に市内中心部でのショッピングやレクリエーションに資したこと。

引用: 
- メディアテック
- 2002年の市庁舎拡張部
- 市民大学

## 文化と見所

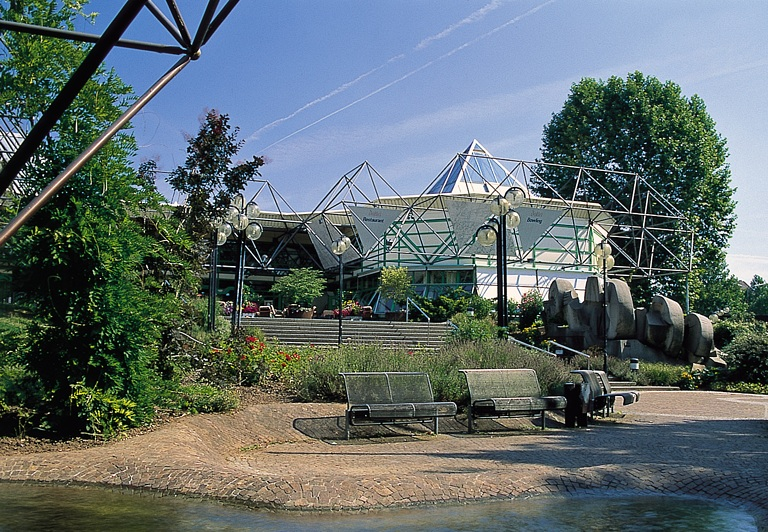
イベントセンター「バライ」

### 演劇
大規模スポーツホール、文化ホール、ボウリング場、レストランを有するイベントセンター「バライ」(Ballei) では多くの文化イベントが開催され、演劇上演も行われる。「バライ」とは騎士団の管轄区域を意味する概念であるが、ドイツ騎士団がこの地を300年以上者間統治したことにちなんで命名された。

### 博物館

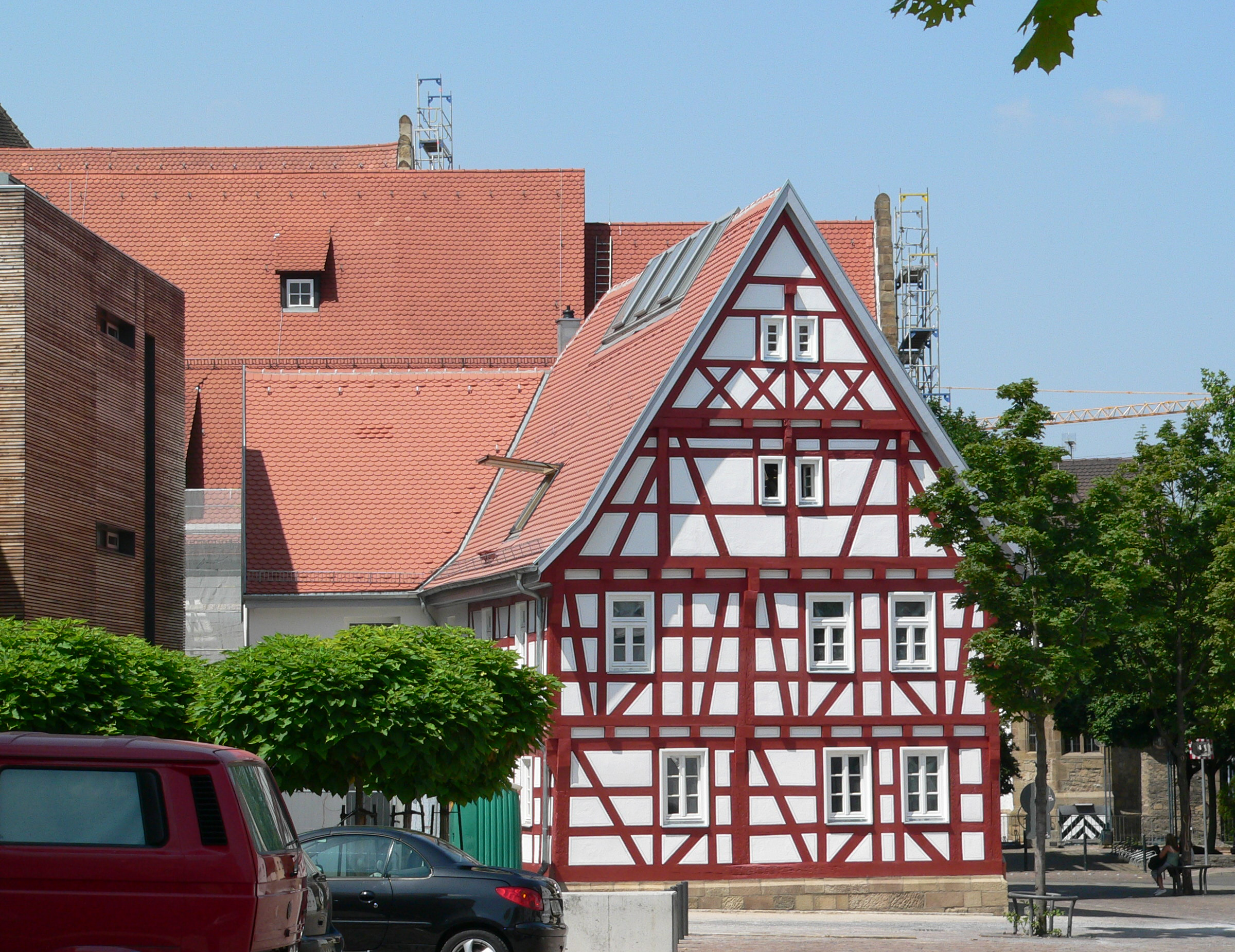
市立博物館

13世紀に建設されたネッカーズルムの象徴的建造物であるドイツ騎士団の城にあるドイツの二輪車とNSU博物館(de:Deutsches Zweirad- und NSU-Museum) は年中開館しており、二輪車の創始期から競走用オートバイまでが展示されている。展示物の中心はNSU社、後のアウディ・グループの製品である。展示品の中には、モーター駆動式の猫車もある。
ネッカーズルム郷土博物館は、かつてはNSU会館のロビーで運営されていたが、2005年10月にNSU会館が取り壊され、ネッカーズルム市はウルバン通り14、メディアテックの隣、ドイツ騎士団の城の向かい側に博物館を建設した。1545年に建設された400m²、4階建ての木組み建築を修復して、市立博物館という名称で運用されている。市の歴史は、マルチメディアを使った、活き活きと興味深い展示がなされている。ネッカーズルム市は、この建築の修復に170万ユーロ、展示や設備に80万ユーロを投資した。市立博物館は、わずか2年半の工期で、2007年1月28日に一般開館した。

### 建築

#### 歴史的旧市街
歴史的旧市街は、1945年3月1日の爆撃により、特にその北部は完全に破壊された。建造物の一部、たとえば多くの木組み建築や、「アモールバッヒャー・ホーフ」の建築複合体などは、再建されなかった。いくつかの通り（たとえばユーデンガッセ（ユダヤ通り））は消失し、マルクト広場周辺地区は、全く新しく造り直された。歴史的価値の高い建造物を再建しようというネッカーズルム市の意思は、現在のオリジナルに忠実な外観として結実している。

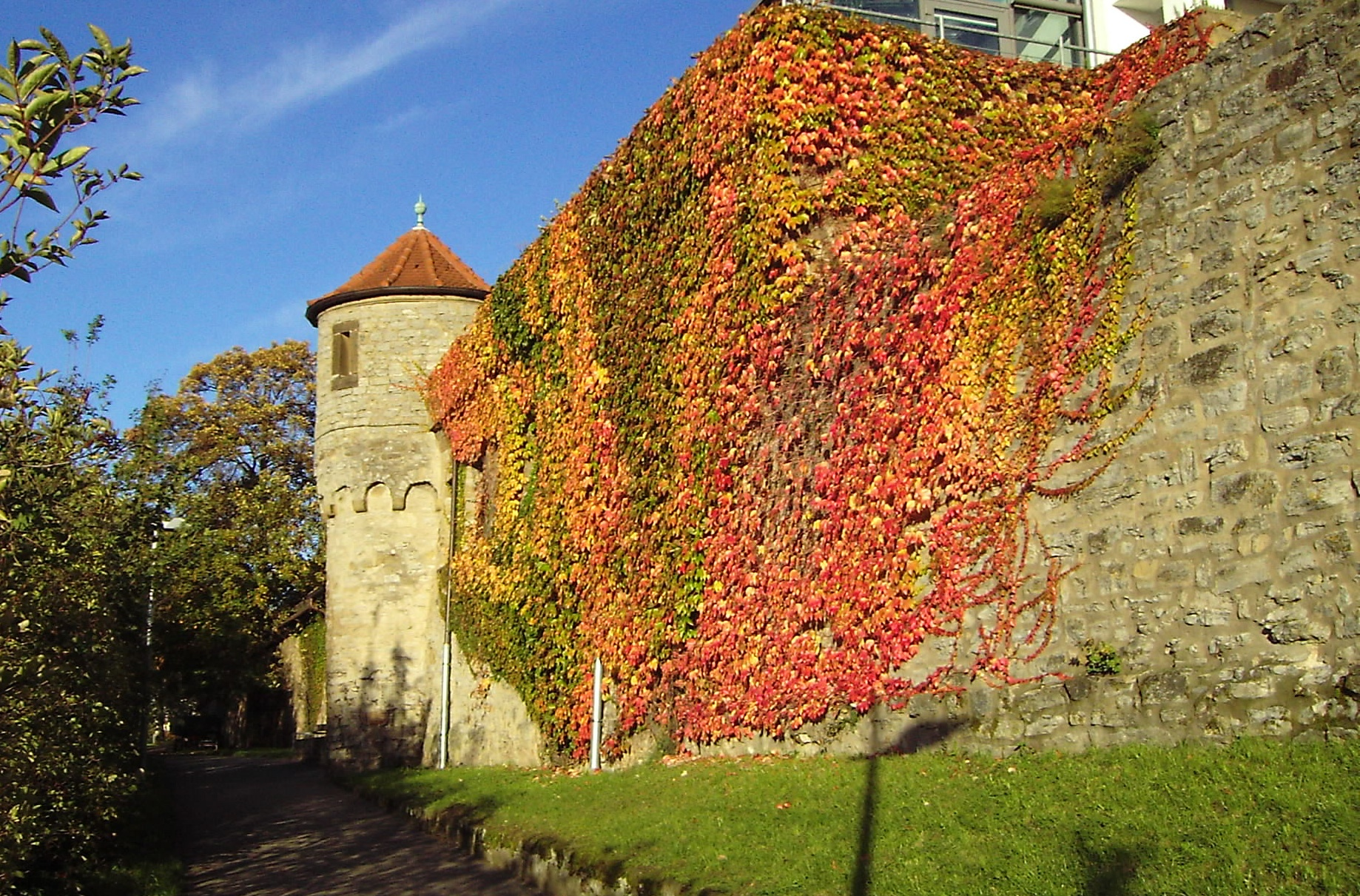
西側の市壁と円塔（ドイツ騎士団の城付近）

#### 市壁と塔
ネッカーズルムの旧市街は、東西350m×南北250mのほぼ長方形の市壁で護られていた。この長方形の区画は、南北に走るマルクト通りによって、ほぼ同面積の2つの区域に分割される。市の防衛施設としての塔は、部分的に遺されている物を含め、5基が現存している。これらの塔は、長方形の角にそれぞれ建っている。南東の塔はセント塔またはディーベス塔と呼ばれている。南西の角にはドイツ騎士団の城の主塔があり、その近くの旧城内礼拝堂の裏手には円塔が建っている。この他に北西（部分）と北東に塔が遺っている。市壁の一部も遺されている。南側のセント塔からマルクト通りまでの間と西側のほぼ全体である。この他のやや大きな遺構は北壁のマルクト通りの東側、ネストール・ホテルから北東角までが遺っている。

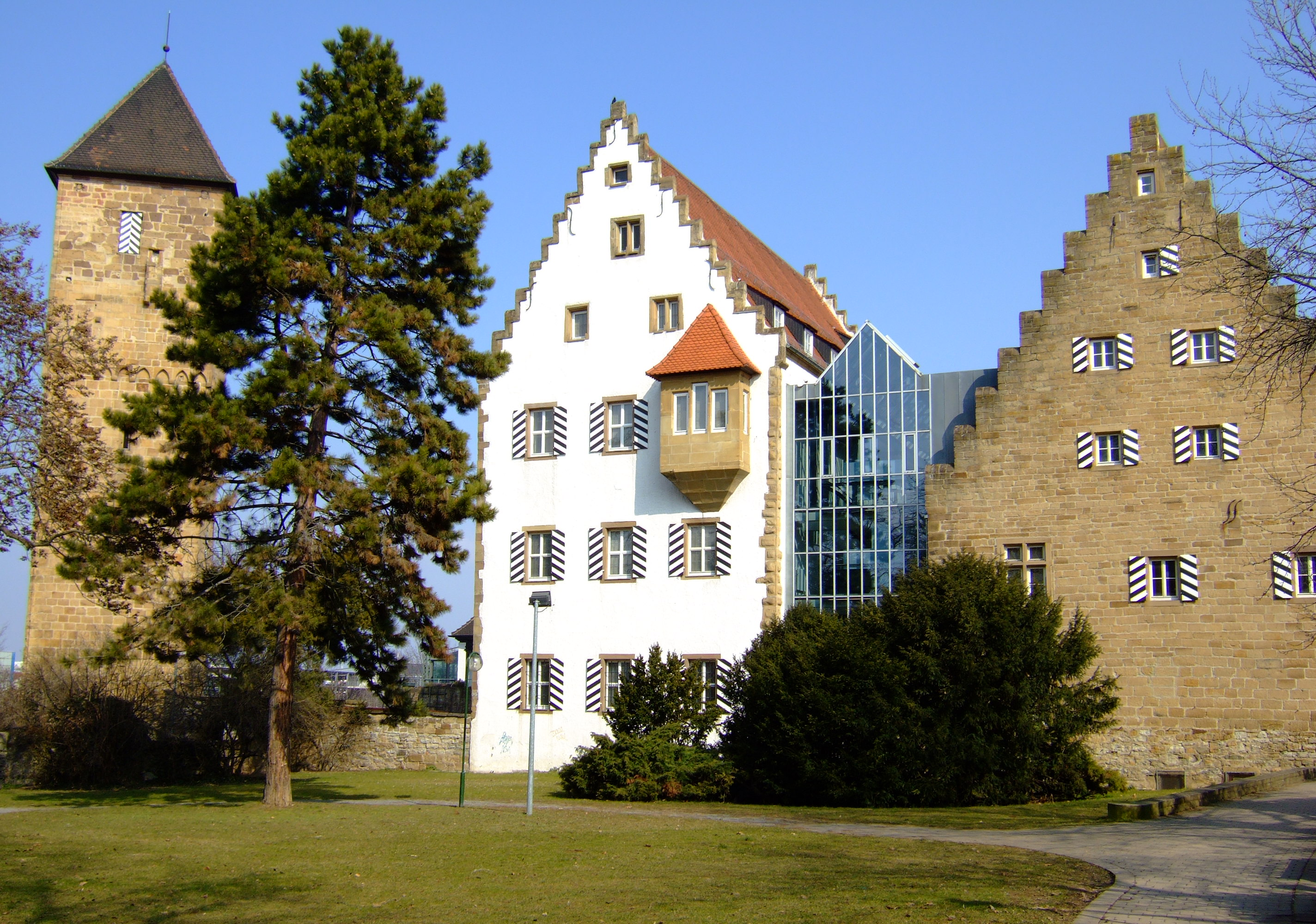
ドイツ騎士団の城

#### ドイツ騎士団の城
ドイツ騎士団の城はネッカーズルム市で最も古い建築物の一つである。前身となった建築は、おそらく13世紀にはすでに存在していたと推測されている。この城は、ドイツ騎士団によってかなり改築、増築が行われた。この城には、1956年以降ドイツの二輪車とNSU博物館がある。また、かつてこの城の属した建物として、城内礼拝堂（現在はネッカーズルム市戸籍役場の結婚式場とレストラン"Museums-Stuben"が利用している）や城内ワイン製造所（現在はネッカーズルム＝グンデルハイム・ワイン業者協同組合が利用している）がある。

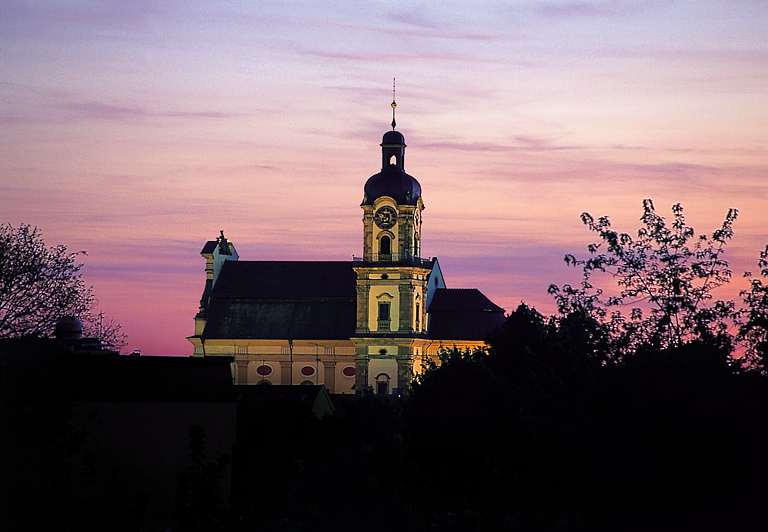
聖ディオニシウス市教区教会

#### 聖ディオニシウス市教区教会
ドイツ騎士団の城の近くに聖ディオニシウスに献堂されたカトリックの市教区教会がある。このバロック教会は1706年から1710年にかけて建設された。建築家は、おそらくヨハン・ヴォルフガング・フィヒトマイアーであったと推測される。1757年に建築家フランツ・ヘッフェーレにより塔が完成した。現存するバロック様式の祭壇は、1937年から1939年にエルヴァンゲンの彫刻家ラインハルト・ガイゼルバルトとヨーゼフ・ヴォルフシュタイナーが創作したものである。興味深いのは、左の脇祭壇、マリア祭壇にあるイタリア人画家ジョヴァンニ・バチスタ・クレスピ（イル・チェラーノと呼ばれる）の1581年頃の作品である「勝利のマリア」である。右の脇祭壇には、ドイツ騎士団の騎士が描いたヨセフの絵がある。この他の重要な芸術作品としては、東壁の入り口右側にある後期ゴシック様式のピエタ像がある。（画像は宗教の項参照）この像は、1500年頃に創られたもので、彫刻家イェルク・ジールリンの影響がうかがわれる。玄関の群像は、ネッカーズルムの彫刻家ヨハン・ヤーコプ・ホルブッシュ（1656年 - 1728年）が創ったものである。玄関上側の聖人像と入り口そばの使徒ペトロおよびパウロの像がそれである。切妻側の入り口上には2つの花瓶と、この教会の守護聖人である聖ディオニシウスの像がある。この像も元々、ホルブッシュが彫ったものであった。しかしその古い像は、1978年にグンデスハイムの彫刻家ルートヴィヒ・ヘロルドの新しい作品に替えられた。

#### 市庁舎とマルクト広場

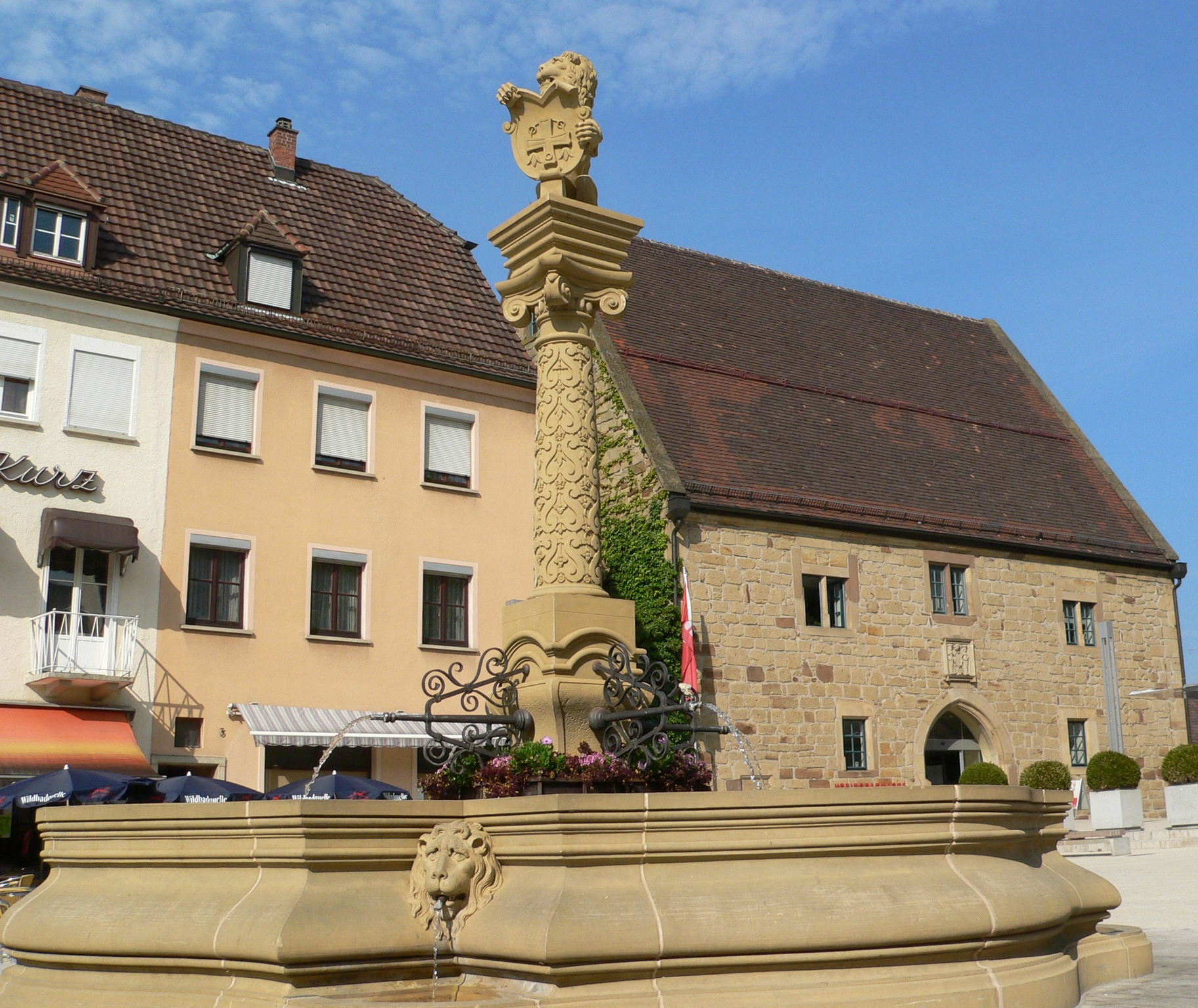
ライオンの泉。右奥の建物がグローセ・ケルター

ネッカーズルムの市庁舎（ラートハウス）は、1781年から1782年にフランツ・ヘッフェーレによって建造されたロココ様式のファサードを持つ建物である。1983年から1985年にラートハウス通りに沿って拡張がなされた。2002年に東側に、再度拡張された。
マルクト広場の真ん中には1984年に創られたレーヴェンブルン（ライオンの泉）がある。この前身となったマルクト通り沿いの泉は、1484年にドイツ騎士団によって建造され、1680年に改修され、1910年に撤去されて新しく造り直されたのだが、1945年に破壊された。

#### グローセ・ケルター
マルクト広場を挟んで市役所の斜め向かいに、1567年に建てられたグローセ・ケルター（大ワイン製造所）がある。ここでは、1930年までワインが造られていた。1984年からこの建物には、貯蓄銀行が入っている。興味深いのは、入り口の門の上にあるドイツ騎士団総長ゲオルク・フント・フォン・ヴェンクハイムの紋章である。（画像は紋章の項参照）

#### カプチン会修道院
|  |  |

カプチン会修道院は、南壁の前マルクト通りの近くにある。この修道院は1660年から1666年の間に建設された。修道院教会は、1664年に完成され、世俗化後の1811年から1892年には市の兵器庫や倉庫として利用されていた。美術史上重要なものとしては、おそらくショイアーベルクで造られたゴシック様式の聖母像が見応えがある。さらに挙げておくべきは、ネッカーズルムの彫刻家ヨハン・マットトイス・ツァルトマン（1830年 - 1896年）の作品で、主祭壇の祭台やパドヴァの聖アントニウスの大理石像（祭壇の左）、アッシジの聖クララの大理石像（祭壇の右隣）がそれである。また、入り口（西のファサードにある）の上にある善き羊飼いの像も彼の作品である。副礼拝堂には、マリアの祭壇がある。この祭壇は、1896年にエートハイムの祭壇作家アロイス・ビンニヒ（1843年 - 1902年）によって創られた。また、天の元后像は、ラーフェンブルクのテオドア・シュネルとその息子のアトリエで創作されたものである。1900年の副祭壇は、聖ヨセフ（左）と聖アンナ（右）に献げられている。主祭壇の上には、鳥に説教する聖フランチェスコを象ったステンドグラスがある。これは、ゲッツィンゲン（現在はカールスルーエの市区）のフランツ・デヴァルトの下絵に基づいて、1961年にカールスルーエのガラス作家が創ったものである。修道院の建物は1811年から刑務所として用いられていたが、1980年からは警察署として使われている。

#### 聖母教会

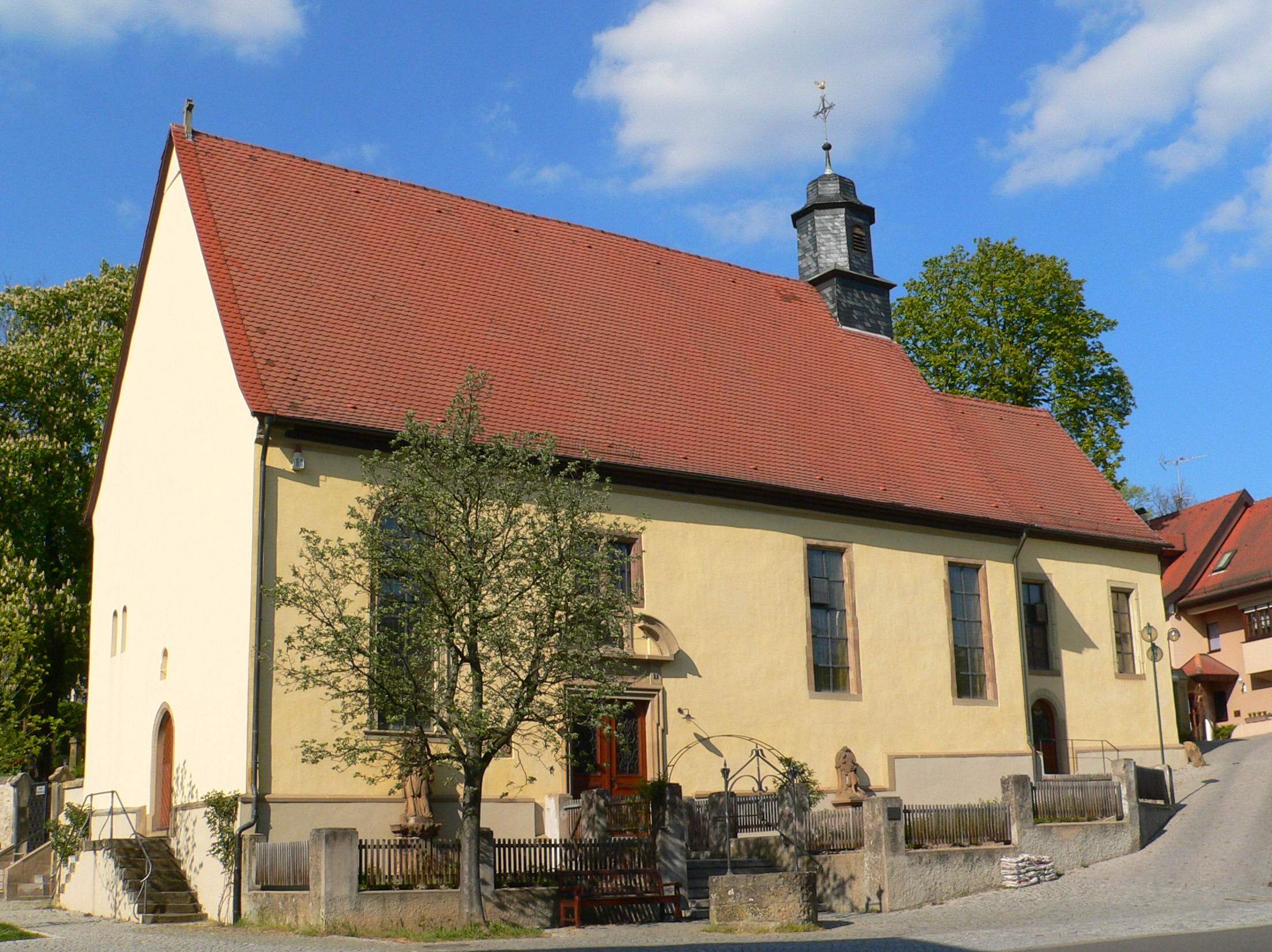
聖母教会

旧市街の北に聖母教会がある。その前身となる建物は15世紀末に建設された。1668年に拡張され、内陣と小さな塔が増築された。聖エリーザベト（左）と聖ゲオルク（右）の主祭壇は1682年に創られ、1901年に修復がなされた。これにより、上部に三位一体のガラス絵が追加された。内陣の壁に沿ってアッシジの聖クララ（左）と聖ドミニコ（右）の像がある。これらの像の起源は明らかでない。ハイルブロンのクラリッサ女子修道院由来、あるいはバート・ヴィンプフェンのドミニコ会修道院由来の像であるかもしれない。オルガンは、1895年にハイルブロンのカール・シェーファーの工房で造られたものだが、この工房で造られた数少ない現存する作例である。1986年に内陣は新たに造り直され、聖家族の像が設置された。教会南側の小庭園には、ネッカーズルムの彫刻家キリアン・ホルブッシュ（1712年 - 1779年）のネポムクの聖ヨハネ像および聖ヴェンデルの砂岩石像がある。切妻側の脇玄関の上にはピエタ像がある。この教会は、18世紀にはライン地方、モーゼル地方からの巡礼地であった。

#### その他の教会
市中核区にある教会は、この他に、ノイベルクのカトリック教会である聖ヨハネス教会（1973年建立）、プロテスタントでは、ビンスヴァンガー通りの市教区教会（1888年建立）とノイベルクのマルティン・ルター教会（1984年建立）がある。

#### 木組み建築
ネッカーズルムには、1945年以前には、多くの木組み建築が立ち並んでいたことが、古い写真から見て取れる。しかし、1945年3月1日の爆撃によりその大部分が破壊された。
1998年市内中心部の再活性化コンセプトが採択され、その枠組みに従って木組み建築の再建がなされた。いわゆる「シティー・アウトフィット・プログラム」では "Herausgeputzt für unsere schöne Innenstadt"（「我らのすばらしい市中心部を飾り立てよう」）というモットーを掲げ、ファサードの再発見や街の風景を創り出していた装飾的な砂岩のファサードの復旧が行われた。ネッカーズルム市は、1999年から一般の民家に対しても、その復旧に金融面での助成を行う振興プログラムをスタートさせた。2000年には、このプログラムに基づき、マルクト通り23番と21番の家屋が木組み建築に建て替えられた。2006年初めまでにネッカーズルムの中心部で合わせて19棟の家屋とオーバーアイゼスハイム地区の旅館「リンデ」が再建された。こうした民家は、たとえば、マルクト通りや、マルクト通りとドイツ騎士団の城の間、レーヴェン通り、シュロス通りやシンドラー通りにある。こうした復旧は、1945年以前のネッカーズルム中心街の様子を見るという視点からなされている。
- マルクト通り21番と23番の家屋
- レーヴェン通りの木組み建築
- マルクト通りの民家（背面）

#### 近代建築
- アウディ・フォーラム・ネッカーズルム
- TDS-ビューロトゥルム（オフィスビル）
- オーバーアイゼスハイム送信塔

#### その他の見所

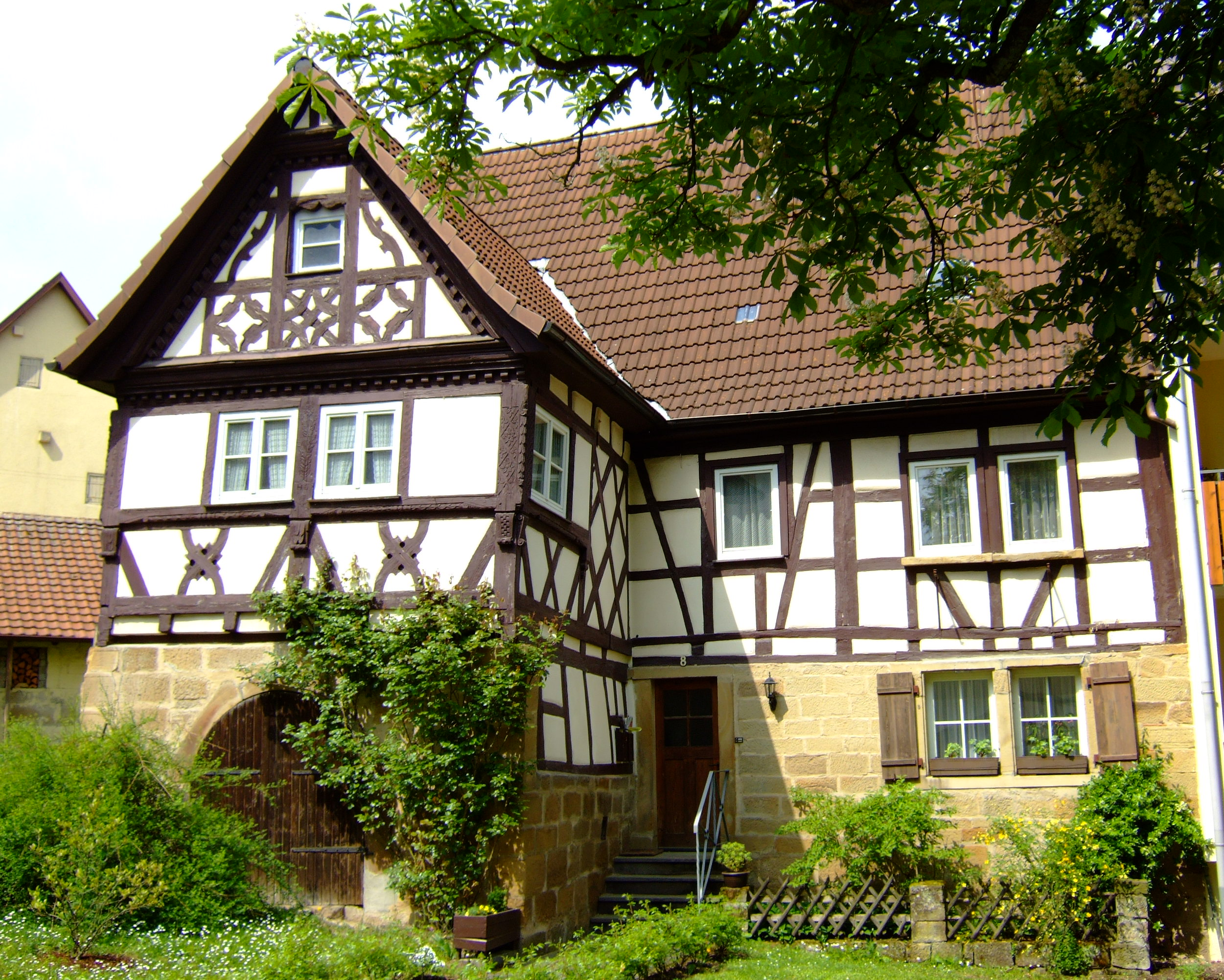
1602年建造の木組み建築の民家

ダーエンフェルト地区には、1758年に建造された古い木組み建築家屋がある。また、カトリックの聖レミギウス教会はフランツ・ヘッフェーレによって1738年に建てられた後期バロック様式の建築で、1748年10月24日に献堂されている。教会の両側の近い場所に2つの古い建物がある。エーバーシュテッター通り11番の1518年に建てられた会社社屋と、同じ通りの8番にある1602年建造の木組みの家屋がそれである。オーバーアイゼスハイム地区の中心部には、ゴシック様式のプロテスタント教会であるマウリティウス教会がある。また、カトリックのキリスト教会は1972年に建設された。アモールバッハ地区にはカトリックのパックス・クリスティ教会（1955年落成）とプロテスタントの聖霊教会（1956年落成）がある。オーバーアイゼスハイム地区から北西の市外に、1622年5月6日のヴィンプフェンの戦いで落命したマグヌス公記念碑がある。

### 公園

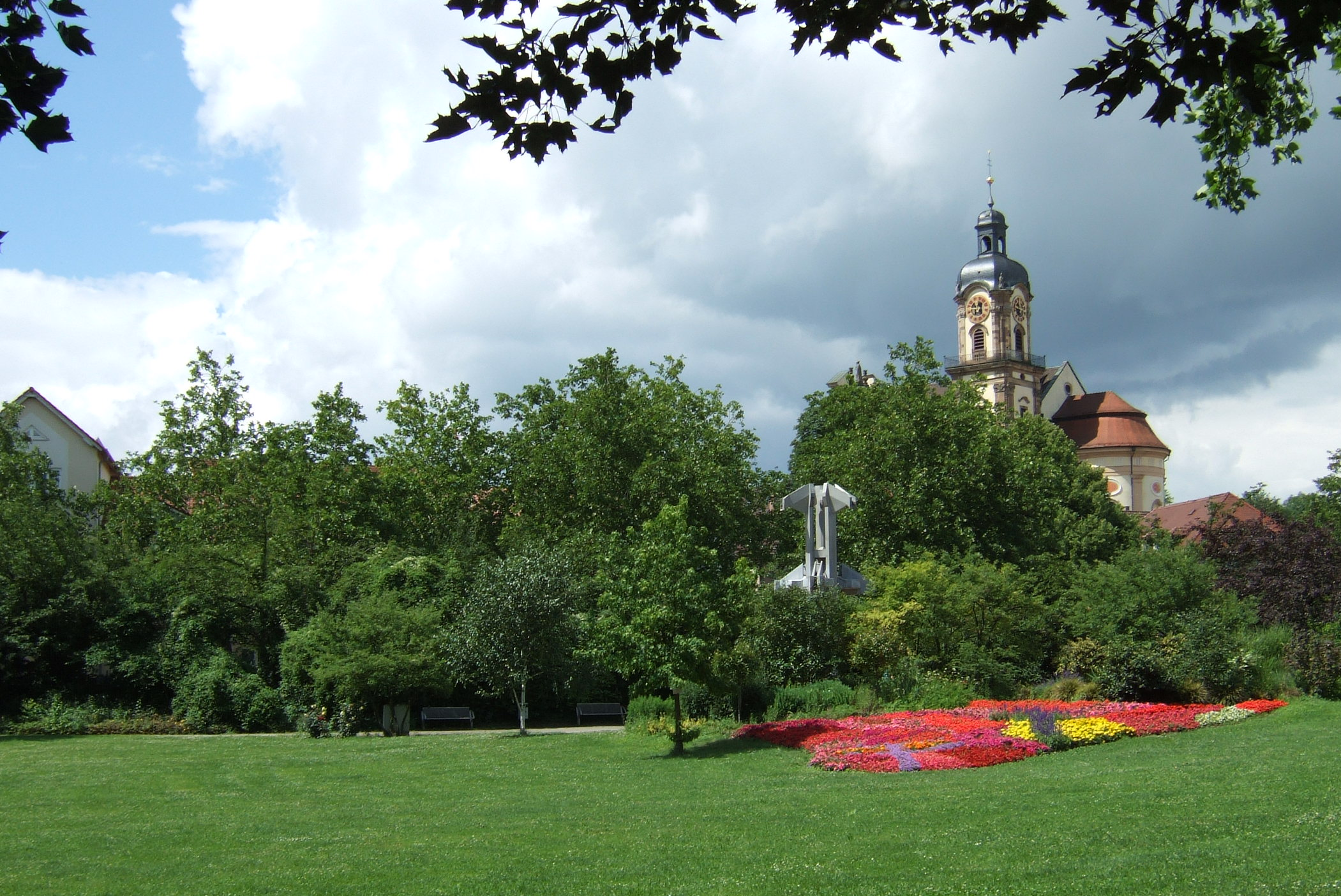
ネッカーズルム市立公園

ネッカーズルムには2つの市立公園がある。一つは旧市街の北東に古くからある公園で、新しい方はアモールバッハ地区の市区公園「グリューネ・ミッテ」である。5haの広さを持つ市立公園には、アルベルト・シュヴァイツァー・ギムナジウムと寄宿舎「聖フィンツェンツ」がある。市立公園からズルム川沿いに遡る形で、AUQAtollの高台までズルムタール公園がある。ズルムタール公園にはサッカー場や、広い場所が必要なイベントが開催される祝祭広場「イム・ピヒテリヒ」をはじめ多くのスポーツ施設がある。
市区公園「グリューネ・ミッテ」は、アモールバッハの第2期拡張工事に合わせて2000年9月から工事が始まった。市区公園は2002年8月10日に完成した。オイゲン＝ボルツ通りとラウテンバッハ通りに造られた広さ8haの近郊レクリエーション施設には、スケートリンクや、冒険児童遊園地、日光浴用の芝生広場、小さな池などがある。200本の樹木と3,000本の低木が新たに植えられ、3kmの自転車および歩行者専用道路が備えられている。緑地施設は、そのまま、背後の窪地と一体化している。ここには、必要な場合には6,000m³の水を溜めることができる。アモールバッハは、これにより50年に1度の規模の洪水からも護られている。アモールバッハ川は、旧来のアモールバッハ地区の上流で暗渠になっており、大量の降水時に雨水を流し切ることが出来ないため、このような施設が設けられた。

### 映画

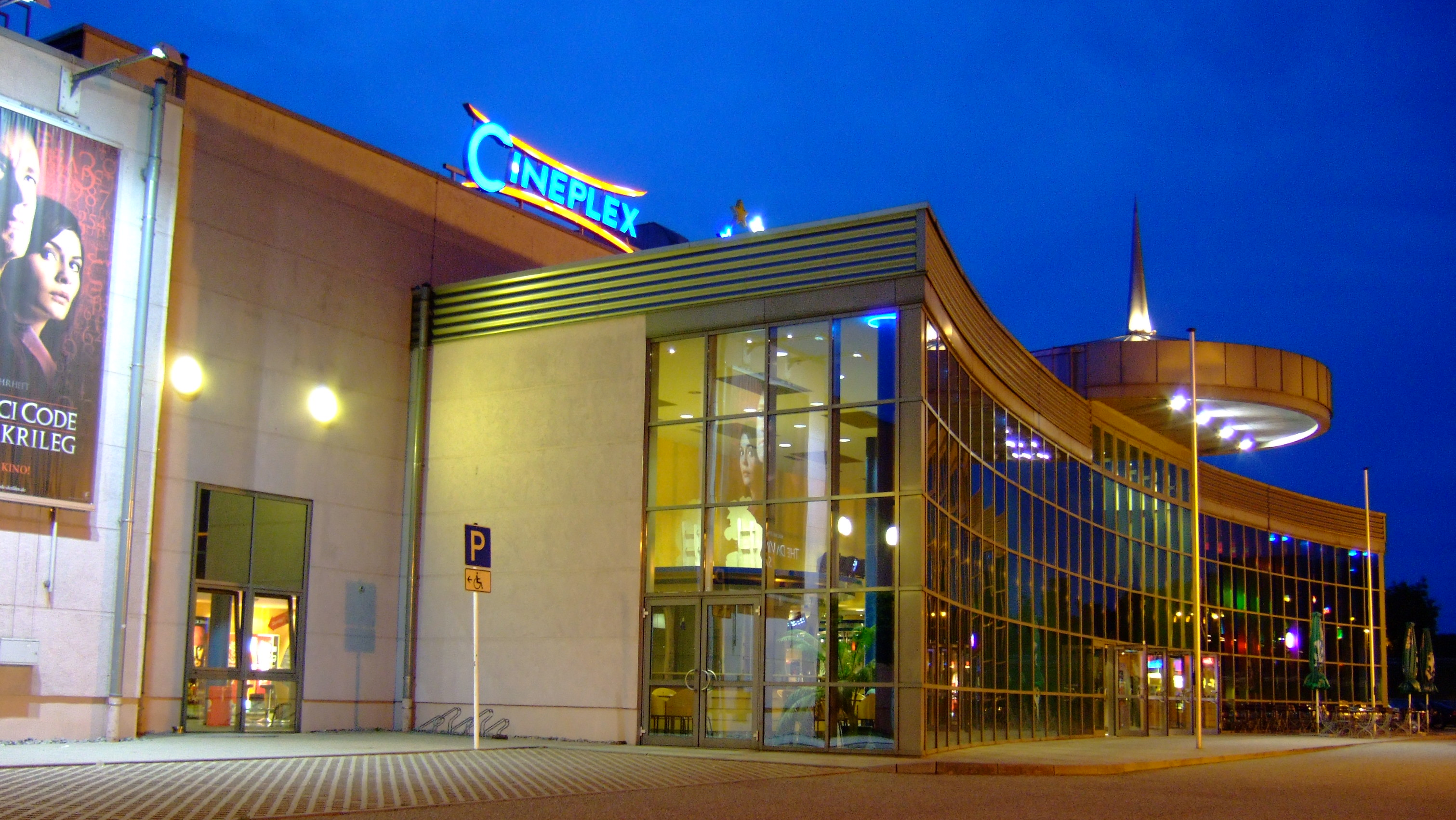
映画館「シネプレックス・ネッカーズルム」

ネッカーズルムには、映画館が2つある。一つは旧市街にある2つのホールと180席のキャパシティをもつ小さな Kinostar Scala & Scala-Keller である。1997年から7つのスクリーンと1800席の客席を有する映画館オイロプレックスが南産業地区にできた。2006年初めに、この「オイロプレックス・フィルムパラスト」は、「シネプレックス・ネッカーズルム」と改名された。シネプレックスは空調設備が完備され、そのうち3つのホールはTHXの音響システムを備えている。

### 文化

#### 『ネッカーズルム − 音楽を奏でる街』
『ネッカーズルム − 音楽を奏でる街』のモットーの下、ネッカーズルム市は2006年4月から、市民と来訪者のために数多くの文化プログラムを開催している。このコンセプトは、季節のリズムに合わせた文化プログラムや、毎年の充実した内容に表れている。このプログラムは、数多くのイベントからなり、ザールブリュッケンのエイジェント Bick und Küster が共同策定している。春や夏の時期には、いくつかの野外イベントも行われている。このイベントは、2006年4月22日、13人の国際的なストリートパフォーマーによる大規模なショーでスタートした。2006年のクライマックスは、市立音楽学校の青年交響楽団とオーバーアイゼスハイム音楽同好会、ダーエンフェルト音楽合唱同好会、ネッカーズルム・ブラスオーケストラ、コルピングブラスオーケストラ合同でによる、ヘンデルの『王宮の花火の音楽』の演奏であった。この演奏には、音楽とシンクロナイズした花火が打ち上げられ、視覚的にも楽しめるイベントであった。夏には "Donnerstags in die City" （直訳すると「街の木曜日」であるが、Donnerは本来ゲルマンの雷の神であり、大きな音を出すことにかけた洒落になっている）のモットーの下で多くのコンサートが開かれ、続く秋は「文化の年の市」で「外国の仲間たちの日」と題し、ストリートシアターやカバレットのパフォーマンスが行われた。「文化の年の市」の一連のプログラムは異なる国との協調がテーマでユーモラスな催しや音楽が上演された。子供たちには、道化師や人形劇など「子供の文化」と題するプログラムが演じられた。
2007年もこの文化プログラムは継続・発展した。この年は、1月から2月にかけて市立音楽学校で行われた「笑いの響きのフェスティバル」で幕を開けた。これは、カバレットと音楽パロディのコラボレーションで、特にコメディとクラシック音楽とがユーモラスに組み合わされていた。3月には「ネッカーズルム・ミステリー週間」が開催された。この一環として市立音楽学校では、ミステリー音楽の演奏会が行われた。また、セミナーや短編ミステリーの制作なども行われた。この「ネッカーズルム・ミステリー週間」は、メディアテック、市民大学、市立音楽学校の共同プロジェクトであった。夏には、前年同様、"Donnerstags in die City"のモットーに従って、数多くの音楽イベントが開催された。たとえば、1950年代から60年代のポピュラーソング（バンド「ヴィルトシャフツヴンダー」）、ブラスバンド（ダーエンフェルト音楽同好会）、アイルランド民謡とスコットランド民謡（「ザ・モーリー・マロンズ」）、イタリアン・ポップス（「イ・ドルチ・ジグノーリ」）、ジャズ（「パシフィック・ジャズ・オーケストラ」）や新しいジャーマン・ロック（「クヌーチュフレック」）といったパフォーマンスが行われた。

#### 『ネッカーズルム芸術運動』
同時代の芸術を、広く大衆に親しいものにしようという基本理念の下に立ち上げられた市のプロジェクト『ネッカーズルム芸術運動』は2002年に始まった。これまで、ネッカーズルム市民が芸術家達の公開アトリエで、制作の様子を見学し、芸術家達と対話する機会が設けられてきた。2007年にバーデン＝ヴュルテンベルク芸術家同盟は、このネッカーズルム市のプロジェクトの枠組みの中で9月1日から23日に展覧会を開催した。作品を公開された場所に展示し、芸術家と人々が近づくことで、新たな次元を獲得することとなった。129の応募作品中44作品が展示の対象となった。42の彫刻、グラフィック、写真、絵画やビデオ作品が旧市内各所、あるいはメディアテック、市庁舎ロビー、市民大学などに展示された。のこる2作品はパフォーマンス芸術であり、マルクト広場でオーディオ・ビデオ作品とともに上演された。このプロジェクトには、フランツ・ベルンハルトのような名声高い芸術家から、シュテファン・ローラーのような若いながら評判の高い芸術家まで参加している。バーデン＝ヴュルテンベルク芸術家同盟は会員数300人のドイツで最も重要な芸術家同盟の一つであるが、ネッカーズルム市での作品展示により経済的に助かっている。「ネッカーズルム芸術協会」のプロジェクトには、ハイルブロン貯蓄銀行が共同出資をしている。

### スポーツとスポーツ施設

#### スポーツクラブ
ネッカーズルム最大のスポーツクラブは、Sportverein Neckarsulm 1946 e.V.（SVN、会員数約2,500人）であり、12種の種目のクラブがある（以下、かっこ内はおよその会員数である）。バドミントン、ボクシング (145)、サッカー (250)、ハンドボール (400人以上)、カヌー (120)、空手 (260)、キックボクシング (30)、陸上競技 (200)、水泳 (210)、卓球 (240)、体操 (750、前身となったクラブは1892年の創立)、バレーボール (80)である。こうした多彩さをさらに補っているのが、Verein Sportfreunde Neckarsulm e.V.（約800人）で、7つの種目がある。バスケットボール、サッカー、卓球、トライアスロン、水泳、ハンドボールである。Sportfreunde と Sportvereinとの間では、合併に向けての話し合いが行われている。水泳とハンドバールは、すでに何年も一緒に活動と行っている。
この2大クラブの他に、以下に列記するような多くのスポーツクラブが存在する。Radclub Pfeil Neckarsulm e.V.（サイクリング）、Schachclub Neckarsulm e.V. （チェス）、Tauchclub „Walhai“ Neckarsulm e.V. （潜水）、Tennisclub Neckarsulm e.V. （テニス、この他に5つのテニスクラブがある）、Türkspor Neckarsulm 1969 e. V. （サッカー）、Griechische Fußballverein „Odysseas“ （ギリシア人のサッカークラブ）。また、それぞれの地区のクラブとしては、Sportclub Amorbach e.V. （アモールバッハ地区、約800人）、Sportclub Dahenfeld 1946 e.V. （ダーエンフェルト地区）、VfL Obereisesheim 1902 e.V.（オーバーアイゼスハイム地区）がある。 

#### スポーツ施設
ネッカーズルムには、6つの運動競技場、1つのスタジアム、8つのテニス場、11の体育館、射撃場、カヌー施設、犬の運動施設、BMX施設、3つの（ローラー）スケート施設がある。プールはレジャープールのAQUAtollの他にも市立の屋内プールとオーバーアイゼスハイム屋外プールがある。

### レジャーとレクリエーション

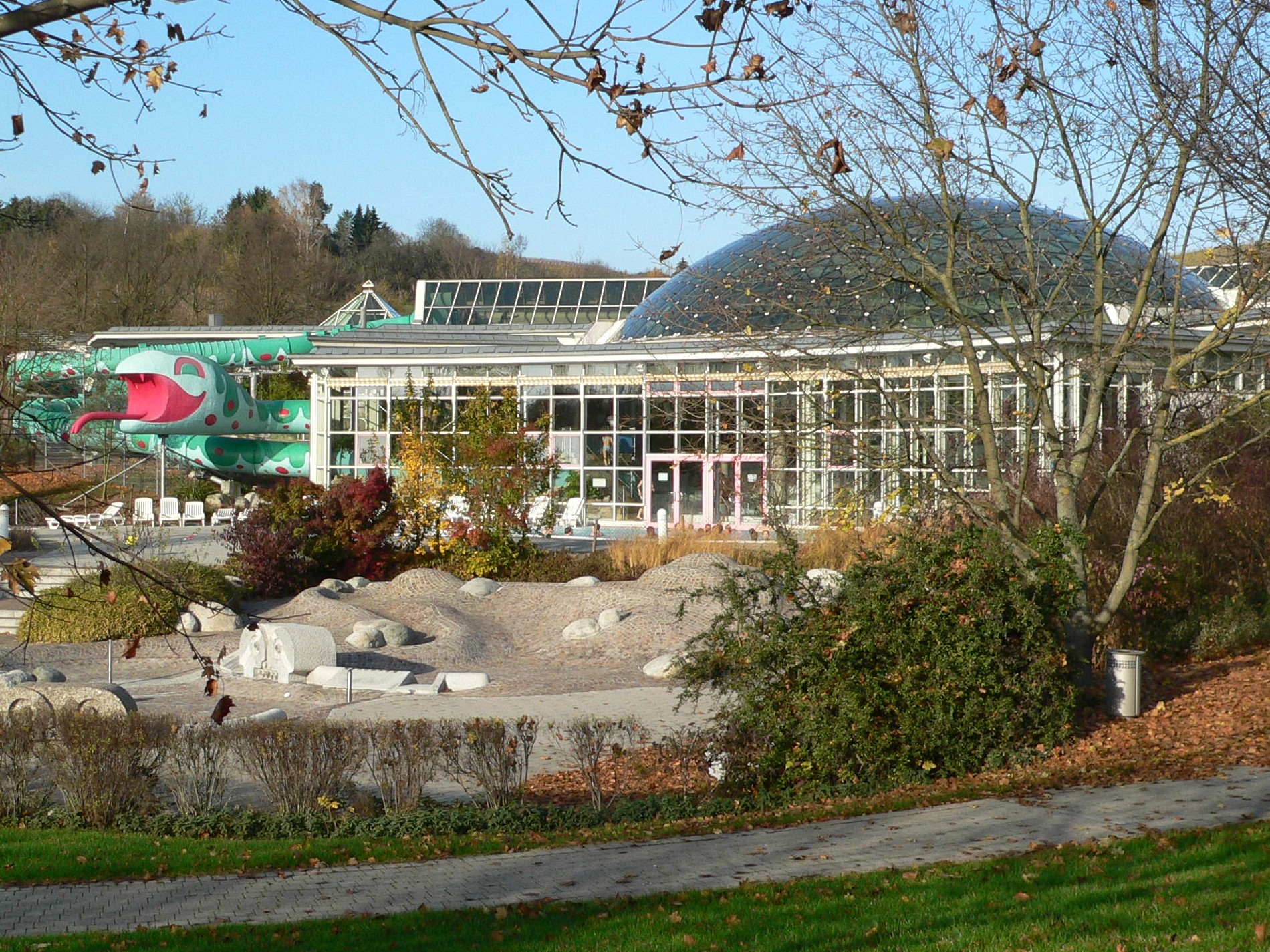
AQUAtoll

ネッカーズルムには、内容の豊かなレジャー施設が多くある。そのうちいくつかについて述べる。
泳ぐのが好きな人は、1990年に現代的な鉄とガラスの建築として建造されたレジャープール施設 AQUAtoll を愛用している。この施設はショイアーベルクの南に位置しており、「椰子の木の下で過ごす休日」を売り言葉に年中天候に左右されることなく利用されている。ここでは、急流滑りやブラック・ホール・ダウンといったレジャー施設もあれば、静かに過ごすこともできる温泉や塩水プール（屋内も屋外もある）もある。サウナ好きには、煉瓦造りのサウナハウスや、土サウナ、蒸気浴やクナイプ式浴場、太陽灯照射室などでリラックスすることもできる。AQUAtollは、2006年には425,000人の入場者を集めた。2007年5月から、特に子供に喜ばれるようなレジャープールやパノラマ・サウナ室を備えた総面積110m²の新しい建物の工事が始まった。この拡張工事は、工費370万ユーロをかけ、2008年7月に完成の予定である。
サイクリングの好きな人には、よく整備されたサイクリングロード網が喜ばれる。サイクリングロードは、田舎の魅力たっぷりのすばらしいツアーが体験できる。たとえば、フェリンゲン＝シュヴェニンゲンからハイデルベルクまでのネッカー自転車道や、全長350kmのコッハー＝ヤクスト自転車道などである。この他に、全長45kmの自転車ツアー "Öko-Regio-Tour Unteres Kochertal"（コッハータール下流域のエコ地域ツアー）もある。これは、エコロジー重視の農業を行っている地域や、郷土史、その他様々な知っておくべきポイントをまわるツアーコースである。
ワイン造りは、ネッカーズルムで何世紀にも渡る伝統を持っている。ワイン造りに関して知りたいのであれば、ショイアーベルクの南側に沿った全長2.5kmのワイン学習路が最適である。このワイン学習路は、アウグスト・ヘロルト・ヴェグと名付けられている。これは、ネッカーズルム出身の最も重要なブドウ栽培者にちなんで付けられた名前である。利用者は、パンフレットを手がかりに、ワイン造りの歴史や、ワイン造りの村や栽培技術について多くのことを学ぶことができる。この学習路は、AQUAtollの入り口の向かい側にあるハイキングをする人のための駐車場ロイトヴェグからスタートする。ヘロルトヴェグの始めにある高さ2.4mほどの3本の碑は、ネッカーズルムのブドウ畑の重要さを象徴している（ワイン造りの項の写真参照）。
アモールバッハ地区とダーエンフェルト地区の間にあるダーエンフェルトの森には、全長約3kmのエコロジー学習路が用意されている。また、オーバーアイゼスハイム地区西側の森は、散策や保養に最適である。
その他のレクリエーション施設としては、運動競技場、テニス施設、インラインスケート施設、バライの中にあるボウリング場、グリル広場があるシュヴァインスハーク、Viertele & Vesperのほうき工場、幌馬車ツアー、ネッカー川の遊覧船や屋外プールなどがある。

### 年中行事
1974年からスポーツクラブと歌唱クラブにより開催されていた文化フェスタが、1980年ネッカーズルム市全体のフェスタとなり、ガンツホルンフェストと呼ばれるようになった。このフェスタを運営するための文化委員会が1979年に設けられた。9月の第1週末の3日間開催されるこの文化祭には、約50軒の飲食の屋台が並ぶ。各クラブにとっては、自分たちの活動を一般に紹介する機会である。合唱、ダンス、スポーツといったグループが趣向を凝らした催しを行っている。たとえば、卓球大会、子供劇、市役所の周りで行われるレース競技、あるいは詩作コンテストなども開催された。最近では、外国の友好都市からの参加もある。ネッカーズルム＝グンデルスハイム・ワイン製造者組合は、優れたワインにガンツホルン賞を授与している。上級市長がフェストを開会し、多い年には5万人の見物客が訪れる。フェスタの名前は、有名な国民歌謡 "Im schönsten Wiesengrunde"（美しい谷間の草原で）の作者である詩人のヴィルヘルム・ガンツホルンにちなんでいる。彼の社交的で、祭好きな性格や、ワイン好きでもあったガンツホルンはこの祭の性格に大変よくあっていたのである。このフェスタは、住民たちの共感を得ており、大変に人気のある祭である。
この他には、
- 3月の第1週末: 市場の商人達によるハンブルク・フィッシュマーケット
- 6月の第2週末: ネッカーズルム中心部でのマルクト通り祭
- イースター前の土曜日からイースターの月曜日まで: イベント広場ピヒテリヒ（ズルムタール公園）でのイースター住民祭
- 7月の第1週末: オーバーアイゼスハイム地区のエーバーヴィンフェスタ
- 7月中旬: ダーエンフェルト地区の村祭り
- 7月の第3週末: ネッカーズルム＝アモールバッハの太陽祭

## 経済と社会資本

### 経済全般

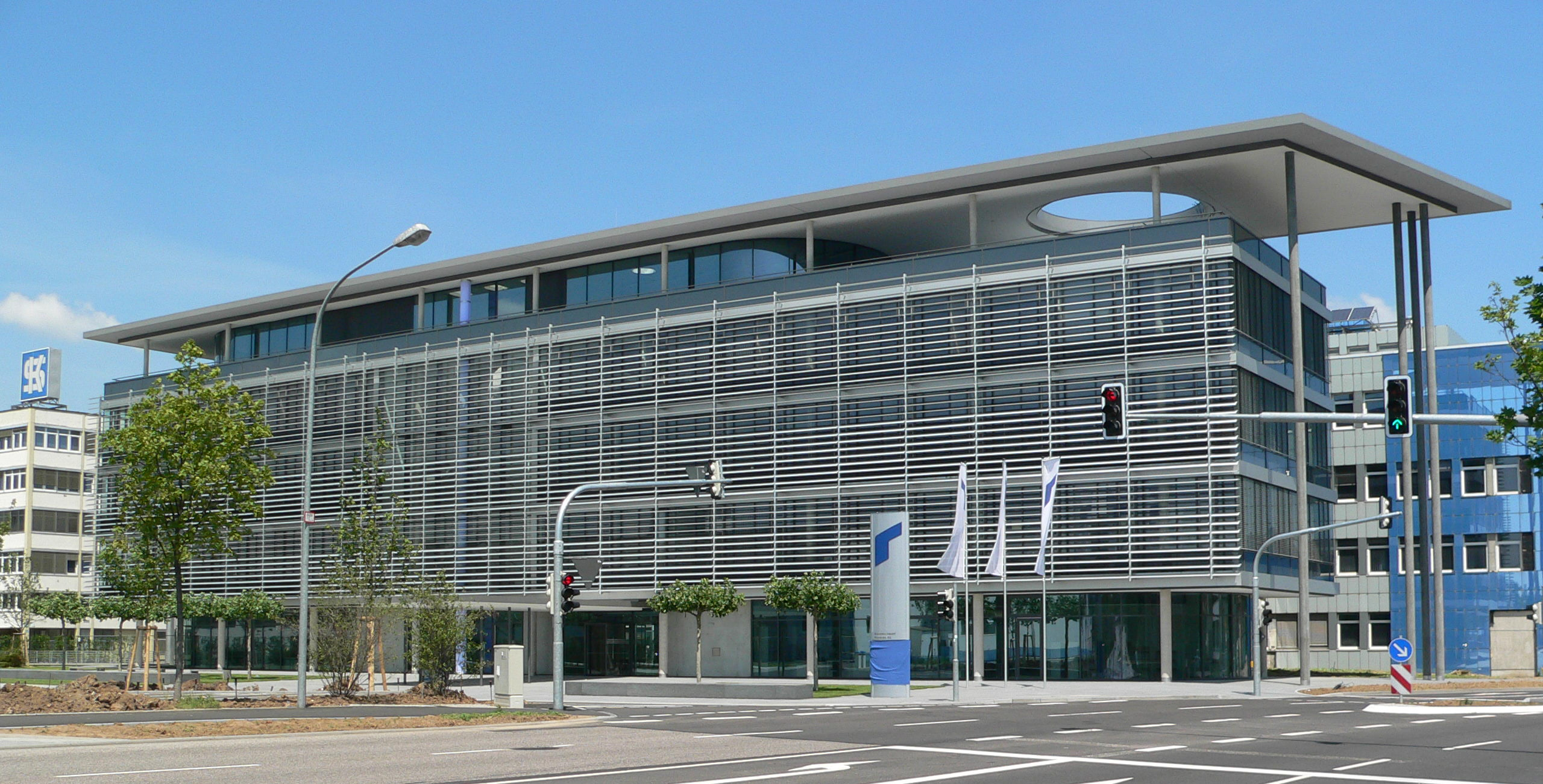
コルベンシュミットのカスタマー・センター

現在のネッカーズルムで最も重要な雇用者は、自動車製造のアウディで、2007年現在13,500人が勤務し、ネッカーズルム市に年平均2億5000万ユーロから3億ユーロの貢献をしている。また、大手小売りチェーンのKaufladとLidlを傘下に有するSchwarz-Gruppeもこの街に本社を置く。自動車部品のKolbenschmidt Pierburgもこの街の主要な企業の一つである。ネッカーズルムには29,500人分の職場があり、これは市民全体の人口（2006年現在 27,250人）よりも多い。市の2006年の営業税収入は1億3700万ユーロを超える。ネッカーズルムに、全部で約2,400の商工業者がある。その内訳は、製造業 67%、商業・接客業・交通業 12%、その他のサービス業21%である（2005年現在）。 
ネッカーズルム市の好調な経済状況は、2つの経済指標からも明らかである。それは、統計局の報告書（2004年6月30日）で公表されている。ネッカーズルムは、バーデン＝ヴュルテンベルク州で最も高い雇用率を示した。2004年にネッカーズルムには、人口1.000人あたり社会保険の義務を有する企業が1,079社あった。この数値は平均を遙かに上回っている（ハイルブロン郡の同数値は301社、バーデン＝ヴュルテンベルク州のそれは349社）である。ネッカーズルムの経済力を示すもう一つの指標は、租税力測定値（営業税＋固定資産税＋所得税の地方自治体分）である。ネッカーズルムの租税力測定値は、人口一人あたり1,414ユーロであるが、ハイルブロン郡のそれは644ユーロ/人、バーデン＝ヴュルテンベルク州では619ユーロ/人である。

### 経済振興
ネッカーズルムは、その経済振興策と改革で知られている。たとえば、アウトバーンのハイルブロン＝ネッカーズルム／インターチェンジの北東に位置する約10haの広さのトレンドパークや、その南東にある広さ26haのトレンドパーク南がその例である。ここには、たとえば、TDS Informationstechnologie AG、Beckグループ、インテルの子会社である ICP vortex が居を構えている。中でも目を引くのが、20階建てのTDS AGのビューロタワーである。また、トレンドパーク内には1991年に創立された「ヒュンダイモーター・ドイチュラント GmbH」も2002年から拠点を置いている。
- TDS AG のビューロタワー
- ヒュンダイモーター・ドイチュラント GmbH
- トレンドパーク南の Bechtle AG

### ワイン生産

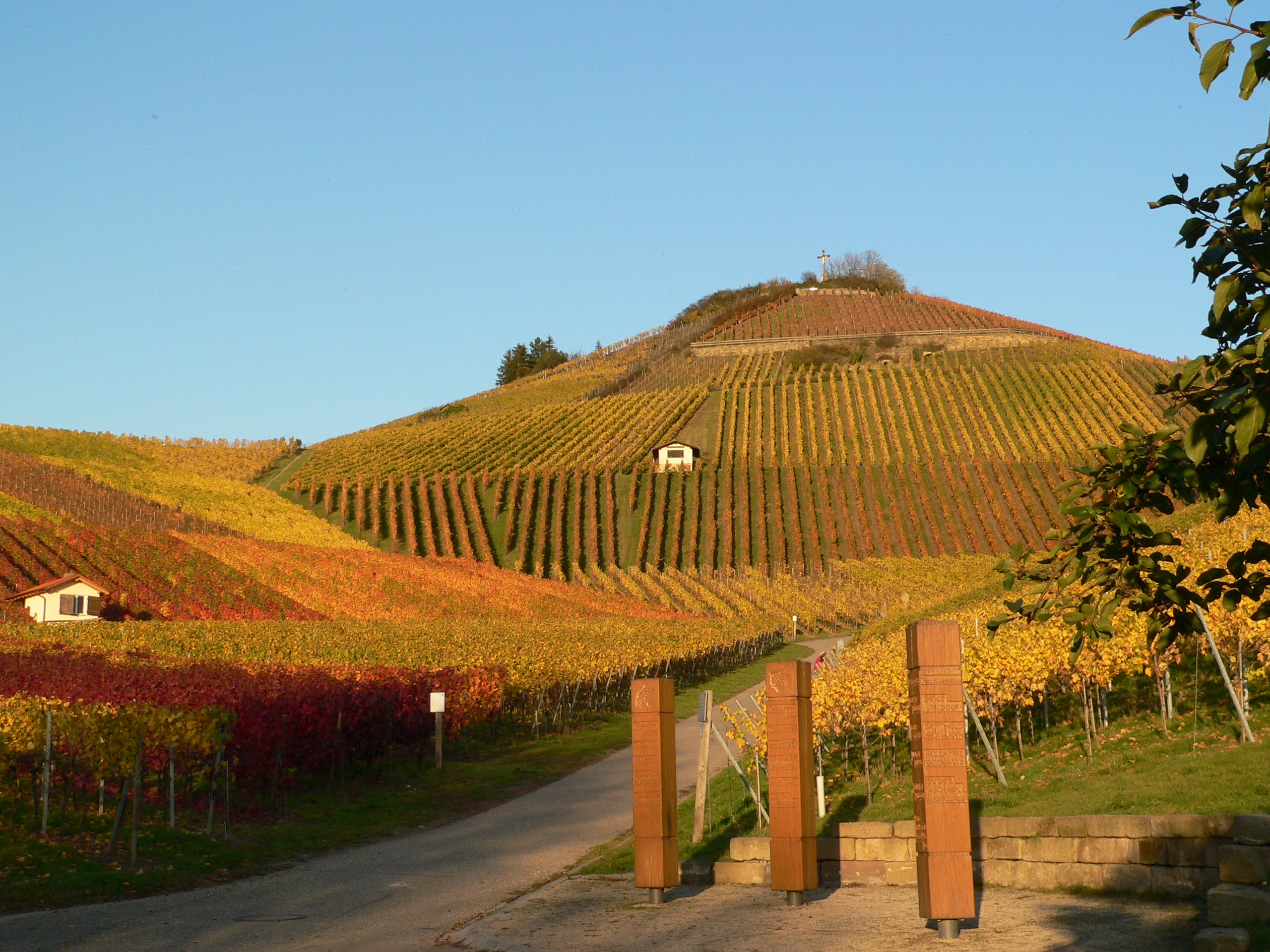
ショイアーベルク南側

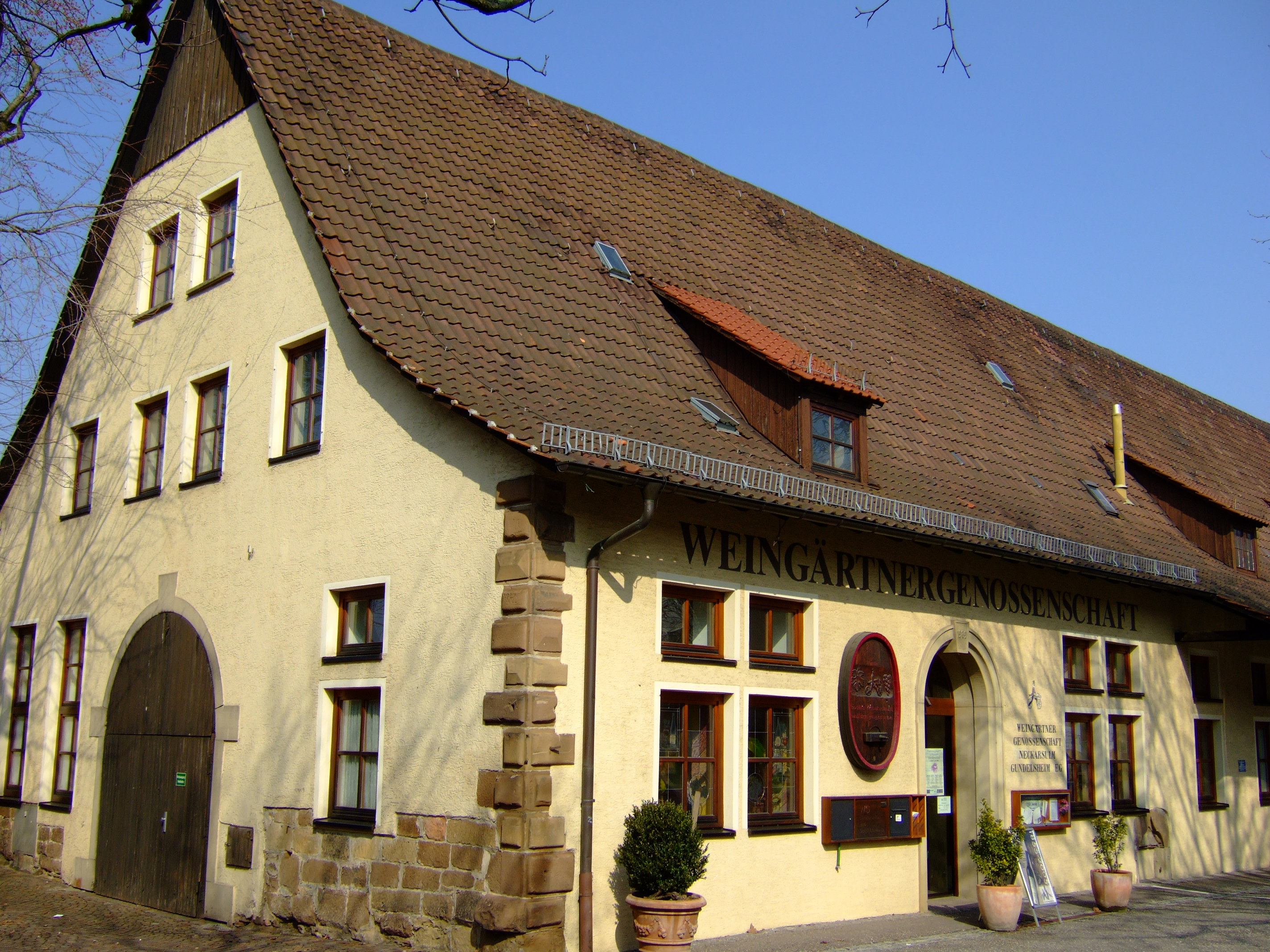
ネッカーズルム＝グンデルスハイム・ワイン製造者組合

ネッカーズルムのワイン生産は長い伝統を持つ。8世紀にはすでにネッカー川下流域にブドウ畑が広がっていた。10世紀にはネッカー川中流域にまでワイン生産が根付いていたことが知られている。1335年頃のネッカーズルムは多くの修道院の所領となっていた。たとえば、オーデンヴァルトのアモールバッハ修道院、コムブルクのベネディクト会修道院、シェーンタールのシトー会修道院、ハイルブロンのクラリッサ女子修道会、ヴィンプフェンの聖ペーター騎士修道会、ヴィンプフェンのドミニコ会修道院などである。これらの修道会は、森を開墾し、ネッカー川沿いに大規模なブドウ畑を造り上げた。ワインは修道士らの間で断食の際の飲み物として愛飲された。13世紀末にはすでにショイアーベルクの南斜面やフンガーベルクにブドウ畑が造られていた。中でも、アモールバッハ修道院は、オーデンヴァルトの北斜面に位置していたため、ワイン製造には適していなかった。このため、ネッカーズルムのブドウ畑は、この修道院にとって特別な意味があった。アモールバッハ修道院は、十分の一税として大量のブドウを移入した。
ドイツ騎士団がネッカーズルムの支配権を1484年に確立した後、1554年には少なくとも2つのワイン製造所が建設されていた。このことは、現存する最も古い土地台帳に記録されている。この2つの製造所は、古い製造所と新しい製造所と呼び分けていた。町の中心部にあった古い製造所は現存していない。新しい製造所、すなわち後のクライネ・ケルター（小さなワイン搾り所）は、ラートハウス通り沿い、市役所の東側、マインツ支配時代の1400年頃に貨幣鋳造所が造られた場所の隣にあった。1567年にドイツ騎士団総長ゲオルク・フント・フォン・ヴェンクハイムは、現在マルクト広場に建っているグローセ・ケルター（大きなワイン搾り所）を建設した。以前はその西側に新館が建てられていたが、第二次世界大戦で破壊された。
たとえば、ドイツ騎士団の会計記録のような文書から、当時のワイン取引の詳細をうかがうことができる。18世紀後半にはワインの売り上げは、ドイツ騎士団の総収入の50%近くを占めるまでに至った。ネッカーズルムがヴュルテンベルク王国統治下に編入された、1805年から1806年には4つのワイン製造所があった。シュロスケルター（城内ワイン搾り所）、グローセ・ケルター、クライネ・ケルター、アモールバッハのホーフケルターである。
1834年10月28日に、アントン・フィクトール・ブルンナー、ワイン生産者のヴィルヘルム・フィッシャー、市の保護官フライナーは、他の5人のネッカーズルム市民とともにワイン生産者協議会を設立した。その目的は、それぞれの農場に適したブドウの樹を入手、分与することであった。これには、178haの農場がこれに関与した。1855年にこのワイン生産者協議会から、ネッカーズルム・ワイン生産者連合会が組織された。これが、現存するドイツ最古のワイン生産者組合となった。組合の目的は、組合員が共同でワインを生産し、販売することであった。その根本思想には、それまで仲買人が勝手に決めていたワインの価格を、自分たちで決めたいという思いであった。そのために重要なのはワインの品質に対する考えであった。品質に応じた値段をつけるようにしたのである。1855年には130のワイン生産者が組合に登録していたが、1862年にはその数は300にまで増えた。
1956年に、グンデルスハイムのワイン生産者の多くが、ネッカーズルムのワイン生産者組合に加入した。オットー・リンゼンマイアー（ワイン生産者で、ワイン研究家、「ワインの歴史協会」の名誉会員）は、1984年にワイン生産者協議会創立150年祭を祝い、こう述べた。ネッカーズルムの国際的な名声は、タイヤやモーターではなく、ネッカーズルム・ワインによって創られたのだ。

### ソーラーエネルギー

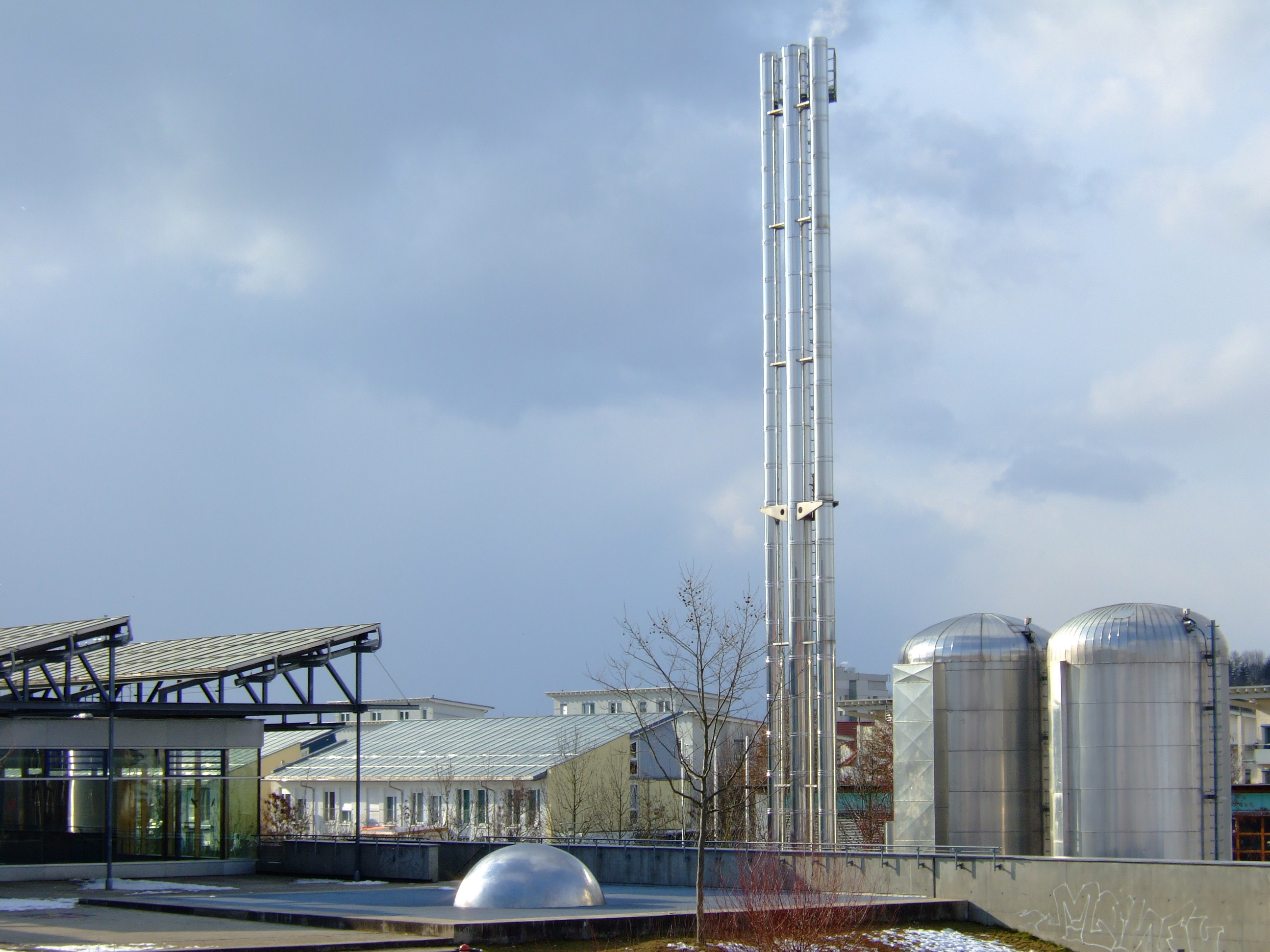
暖房センターとソーラーパネル（背景および左側）

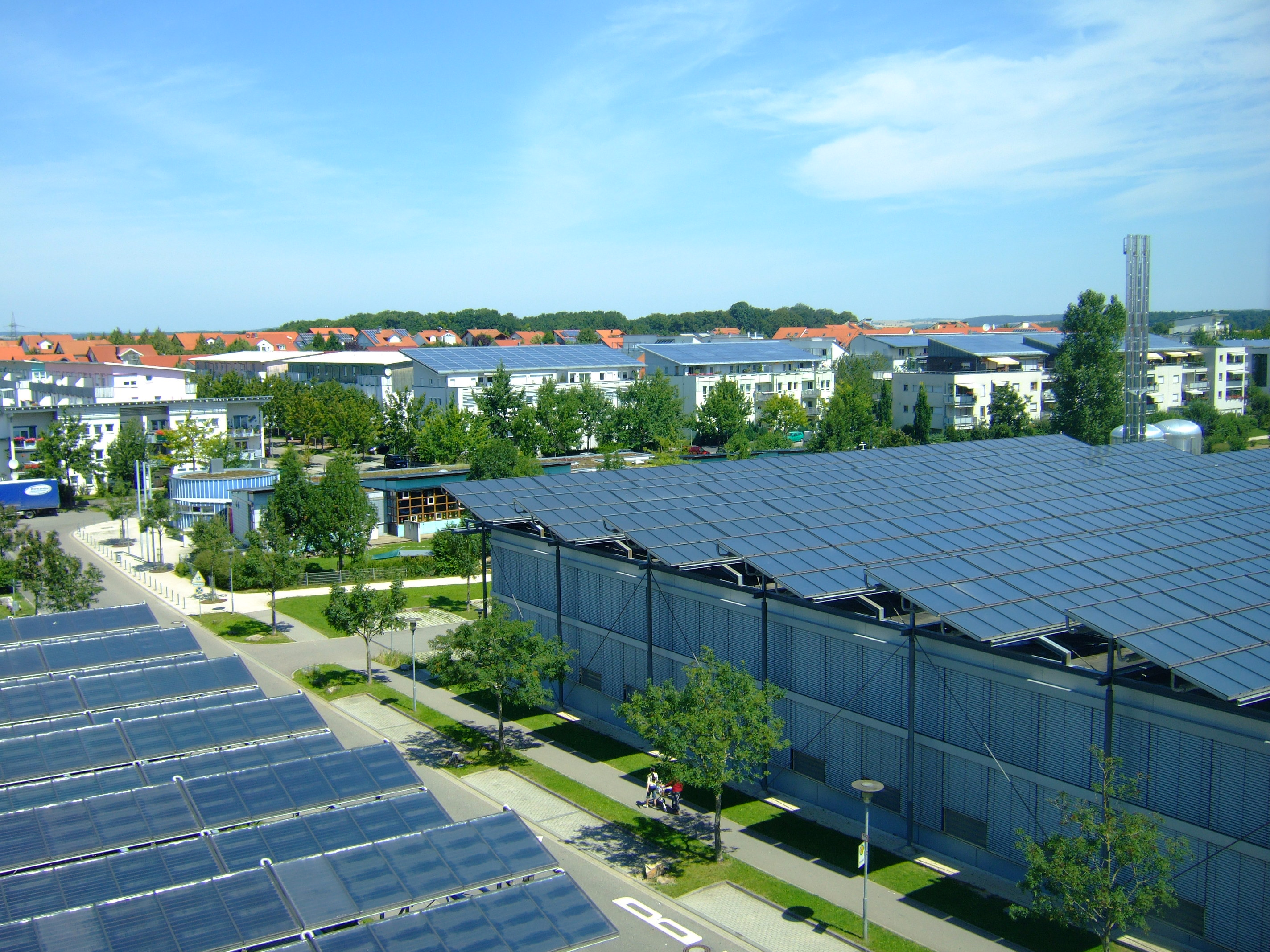
屋根に取り付けられたソーラーパネル

ネッカーズルムは、ワインやタイヤやモーターによって知られているだけではなく、ソーラーエネルギーの利用においてヨーロッパの最先端にある町としても知られている。化石燃料がほどなく使い果たされること、環境保護のためには二酸化炭素排出量の劇的な削減が不可避であること、といった観点に立ち、類例のないソーラープロジェクトを実施している。このために1990年代初めに、ネッカーズルム・シュタインバイス・トランファーセンターとシュトゥットガルト大学熱力学・熱工学研究所にエネルギー計画の立案を委託した。この計画は、4つの重要な意味を持つ方策からなっており、このソーラープロジェクトは、ネッカーズルムのアモールバッハ第2区で現実に実施された。
- 低エネルギー住宅での暖房の実現。この家屋に必要なエネルギー量は、年間1平方メートルの加熱面あたり、50 kW / m² a（通常の住宅のそれは、300 kW / m² a 程度）である。
- 暖房センターから各戸への熱供給。
- 3つめの柱は、広いソーラーパネルの設置。2004年8月現在で、405から425 kW / m² a の発電が可能なソーラーパネルが6500 m² 設置されている。ソーラーパネルは、建物の屋根（学校、老人ホーム、養護施設など）、駐車場、ノイシュタット・アム・コッハーへ向かう州道の防音壁などに取り付けられている。
- 夏に獲得した余剰のソーラーエネルギーを長期間貯蔵できれば効率がよいのはいうまでもない。このため、地中に熱を貯蔵する、地中ゾンデ蓄熱装置が構想され、実現された。これは、その形態や規模において、他に類を見ないものである。蓄熱装置の大きさは68,000 m³ である。地中蓄熱装置は、2m間隔で30mの深さまで地中に垂直に打ち込まれた水の詰まった管である。夏や秋に集めた余剰の太陽熱を地中に伝達し、寒い季節には熱交換機を通してこの熱を取り出すのである。地中での温度は80℃に保たれ、熱喪失が抑えられている。蓄熱装置は、必要に応じて管を増やすことで拡張が可能である。

最終的には、ソーラーパネルの面積を15,000 m²、蓄熱装置の容積を140,000 m³ まで拡張する計画である。このソーラーシステムで得られるエネルギーは、5,000 MWh が見込まれている。これにより化石燃料必要量の50%をソーラーエネルギーに転換することが可能となる。ネッカーズルム市は、1998年にドイツ・ソーラー賞、1999年にバーデン＝ヴュルテンベルク州の州環境賞を受賞している。太陽光利用ブンデスリーガで、ネッカーズルムは人口1万人から10万人のカテゴリに分類されているが、2002年以来5回、再先端地区に選ばれている（2007年現在）。ネッカーズルムには、人口一人あたり、0.331 m² の太陽光熱交換器、78.4 Wの太陽光発電機があり、ドイツの中規模都市の中で最もソーラーシステム密度の高い町となっている。
この他に、ネッカーズルムは、スウェーデン、オーストリア、チェコからの3都市とともに「エナジー・イン・マインズ」プロジェクトに参画している。このプロジェクトは、EU振興プログラム「コンチェルト」の枠組みで遂行されているもので、シュトゥットガルトの「シュタインバイス・エネルギー・建築・ソーラー技術転換センターが担当し、コーディネイトしている。このプロジェクトの目的は、バイオマス、太陽熱、太陽光発電といった新しいエネルギー資源の利用促進により、化石燃料の使用抑制と二酸化炭素排出量を20%から30%削減することである。

### 交通

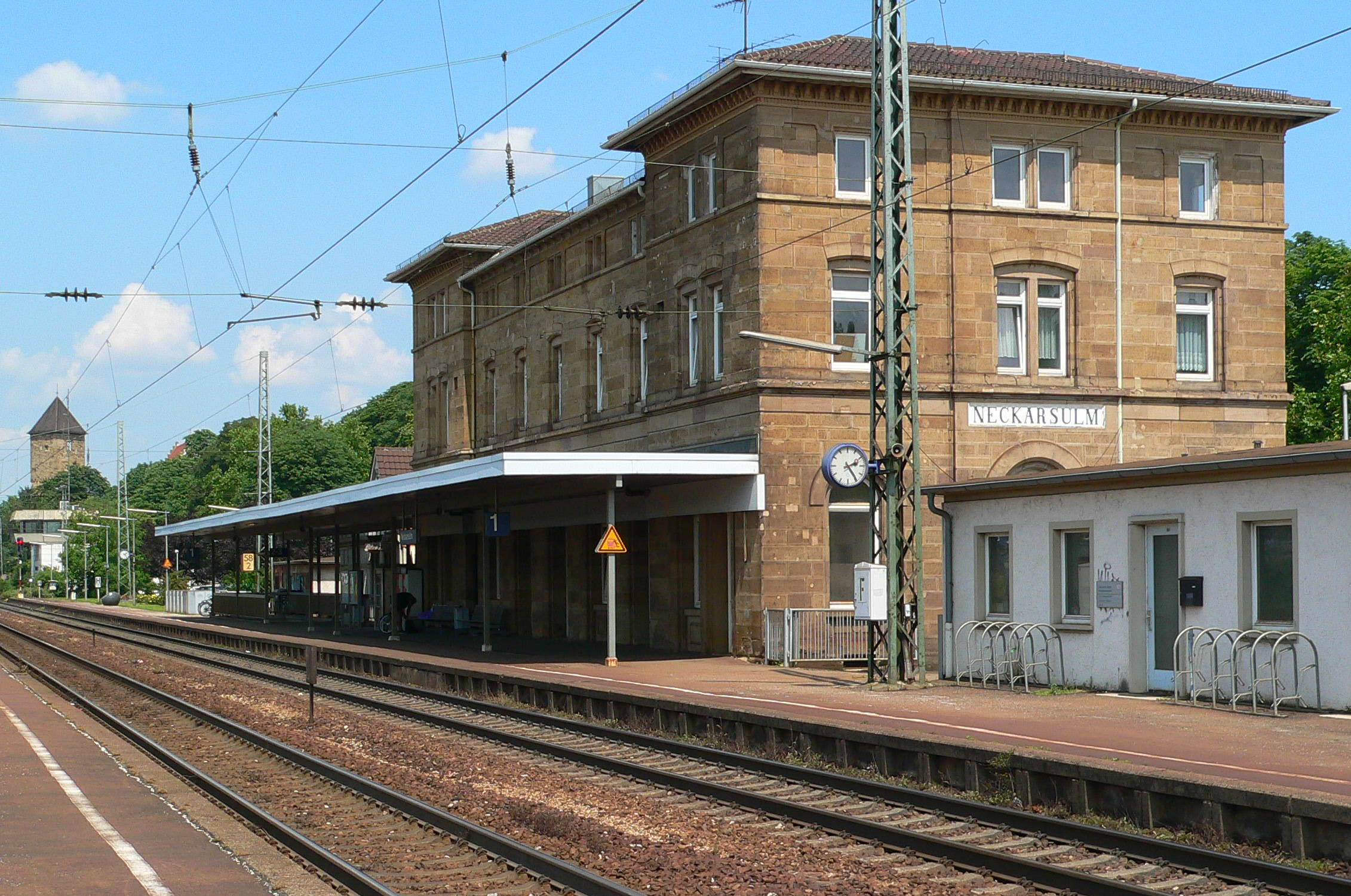
ネッカーズルム駅。左奥にドイツ騎士団の城の主塔が見える。

ネッカーズルム市は、連邦道B27号線（ブランケンブルク (ハルツ) - ロッテンシュテッテン）の、いわゆる南バイパスが連邦アウトバーンA6号線（ザールブリュッケン - ヴァイトハウス）のハイルブロン＝ネッカーズルム・インターチェンジで、ドイツの遠距離道路網に接続している。このインターチェンジは、A81号線（シュトゥットガルト - ヴュルツブルク）と交差するヴァインスベルク・ジャンクションからも近い。南バイパスに加え、K2000号線（ゴットリープ＝ダイムラー通りとNSU通りを経由してバート・フリードリヒスハルのコッヒェンドルフに至る郡道）が市の西側を走っており、市内に流入する自動車の量は劇的に減少した。さらに鉄道の踏切をなくしたことで、K2000号線の流れは、きわめて良くなった。
ネッカーズルム駅は、シュトゥットガルトとヴュルツブルクとを結ぶフランケン鉄道の駅であり、バート・フリードリヒスハル＝ヤクストタール駅でネッカー鉄道やエルゼンツタール鉄道に乗り継いでハイデルベルクやマンハイムに至る。ネッカーズルム駅には、近距離列車および急行列車のすべての列車が停車する。
2010年までにハイルブロンの市電網をハイルブロンまで延長する計画が進められている。計画では、5つの停車場が設けられる予定である。カウフラント、レーテル＝ノルト（レーテル北）、ネッカーズルム＝バーンホフ（ネッカーズルム駅）、ネッカーズルム＝ミッテ（ネッカーズルム中央、アウディ工場の門1）、ネッカーズルム＝ノルト（ネッカーズルム北、アウディ工場の門6）である。
ハイルブロン＝ホーエンローエ＝ハル交通連盟に加盟するÖPNVが多くのバス路線を運行している。ネッカーズルムは、ÖPNVとともに、市民を自動車からバス利用へ転換させるために、バス路線の最適化を図り、魅力的なものにする措置を検討している。こうした措置は、環境への負荷を軽減させる狙いがある。バス路線は市電との組み合わせも視野に入れている。この計画に盛り込まれた重要な施策には以下のものがある。バライの向かい側に、市内バス路線の接続を改善するためのバスセンターを設ける。駅の東側に駅前広場を造り、鉄道の運行時刻に合わせて接続するバス停（特に市を抜けて走る系統のバス路線）を設ける。駅の西側には、オーバーアイゼスハイム方面行きのバス停と、市電との接続計画も視野に入れて、100台分のパークアンドライド用の駐車場を設ける。こうした計画に合わせて、2008年夏/秋から2008年末までには時刻表の改訂を行う。 

### メディア
ネッカーズルムのローカル・ニュースは、1946年創刊の日刊紙 Heilbronner Stimmeの北中部版(NW)に掲載される。またフリーペーパーとしては、Neckar Express（週刊、水曜日）、echo（週2回、水曜日と日曜日）、Neckarsulmer Stimme（金曜日）、Neckarsulmer Woche（木曜日）がある。この他に、市当局が月1回発行する Journal der Stadt Neckarsulmがあり、行事予定や市からのお知らせを中心に編集されている。
オーバーアイゼスハイム地区の北緯49度11分28秒 東経9度11分47秒 / 北緯49.19111度 東経9.19639度に、周波数711kHzの中波を発信する高さ74mの通信塔がある。この電波は、南西ドイツ放送のラジオ放送 cont.ra が利用している。

### 公共機関

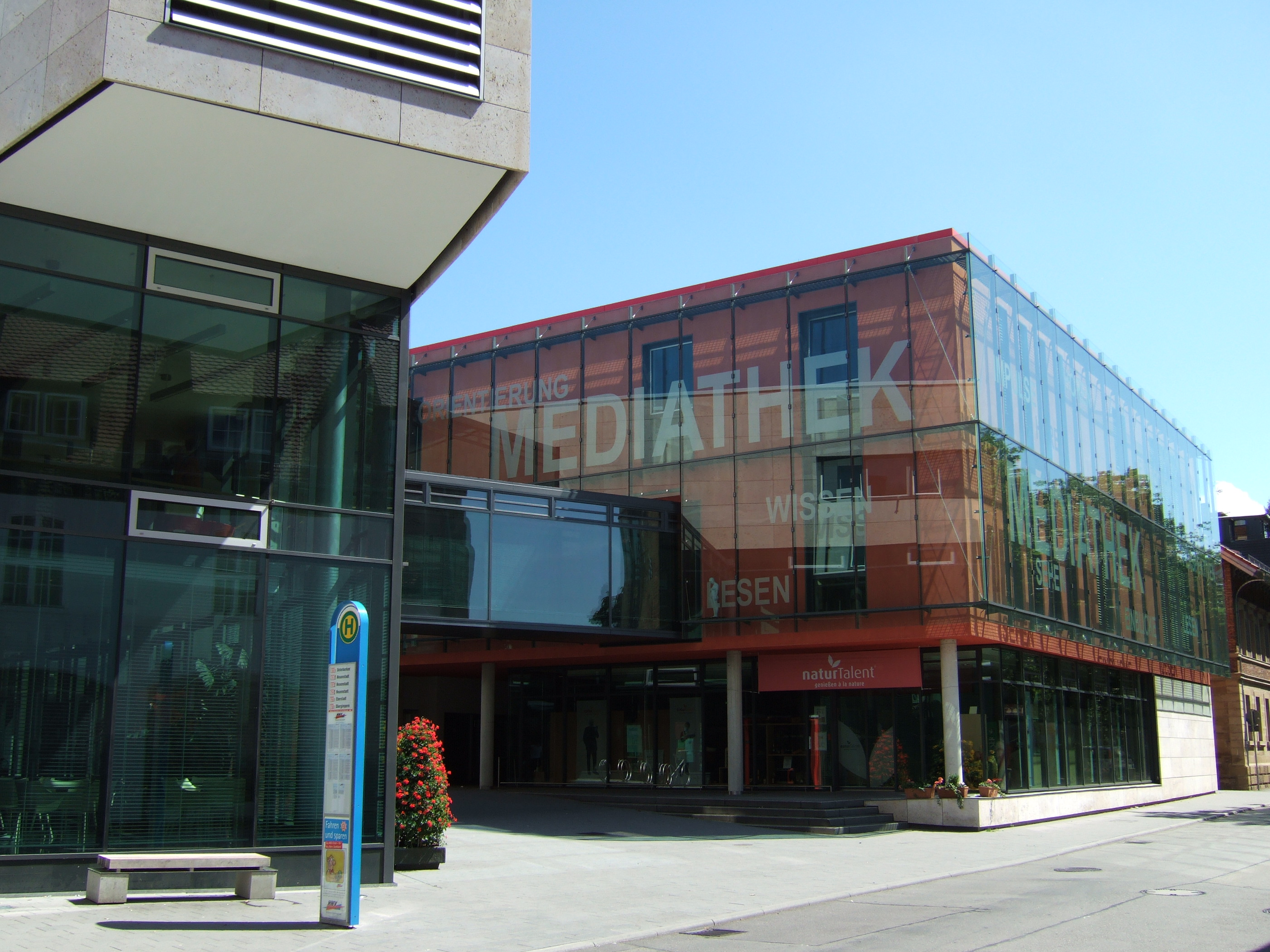
メディアテック・ネッカーズルム

ネッカーズルムの市立図書館は、最初、1921年5月21日にビンスヴァンガー通りの旧実業学校を利用して開館した。何度も移転した後、2002年2月27日からは市内中心部、ドイツ騎士団の城とウルバン通りを挟んだ向かい側に移り、2004年7月24日にメディアテックという名前の新しい建物を建てて、再び開館した。この建物は、2棟の建物で構成され、それぞれの棟はニックネームで "Banane" （「バナナ」、ウルバン通りから向かって左側）と "Bücherkiste" （「本箱」、向かって右）と呼ばれている。両棟は、ガラスの通路で連結している。メディアテックは総床面積2,000m²で、48,000点の収蔵品（書籍、定期刊行物、CD、DVD、ビデオなど）がある（2006年末現在）。メディアテックには近代的な設備が備わっている。2台のオンライン検索用のPCの他に8台のマルチメディア用のPCがあり、1日30分まで無料で利用することができる。3階は催事場になっており、講演会や自作朗読会など様々な催しが開催されている。さらに注目すべきは、子供のための催しを月に何度も行っていることである。たとえば、定期的な子供劇場、午後の読み聞かせ会などが行われている。
ネッカー運河とアウディ工場の間のハーフェン通りにネッカーズルムの市営企業 Stadtwerke Neckarsulmがある。この企業では約40人の職員が天然ガス、暖房、飲料水の管理を行っている。Stadtwerkeは、将来の方向性を決め、改革を行ってもおり、再生可能エネルギー利用のためのプロジェクトやアモールバッハの "Solare Nahwärmeprojekt mit Erdsonden-Wärmespeicher"（地中ゾンデ蓄熱装置を伴う太陽熱近隣暖房プロジェクト）、トレンドパークの "Biomasseheizwerk"（バイオマス暖房）といったプロジェクトを行っている。

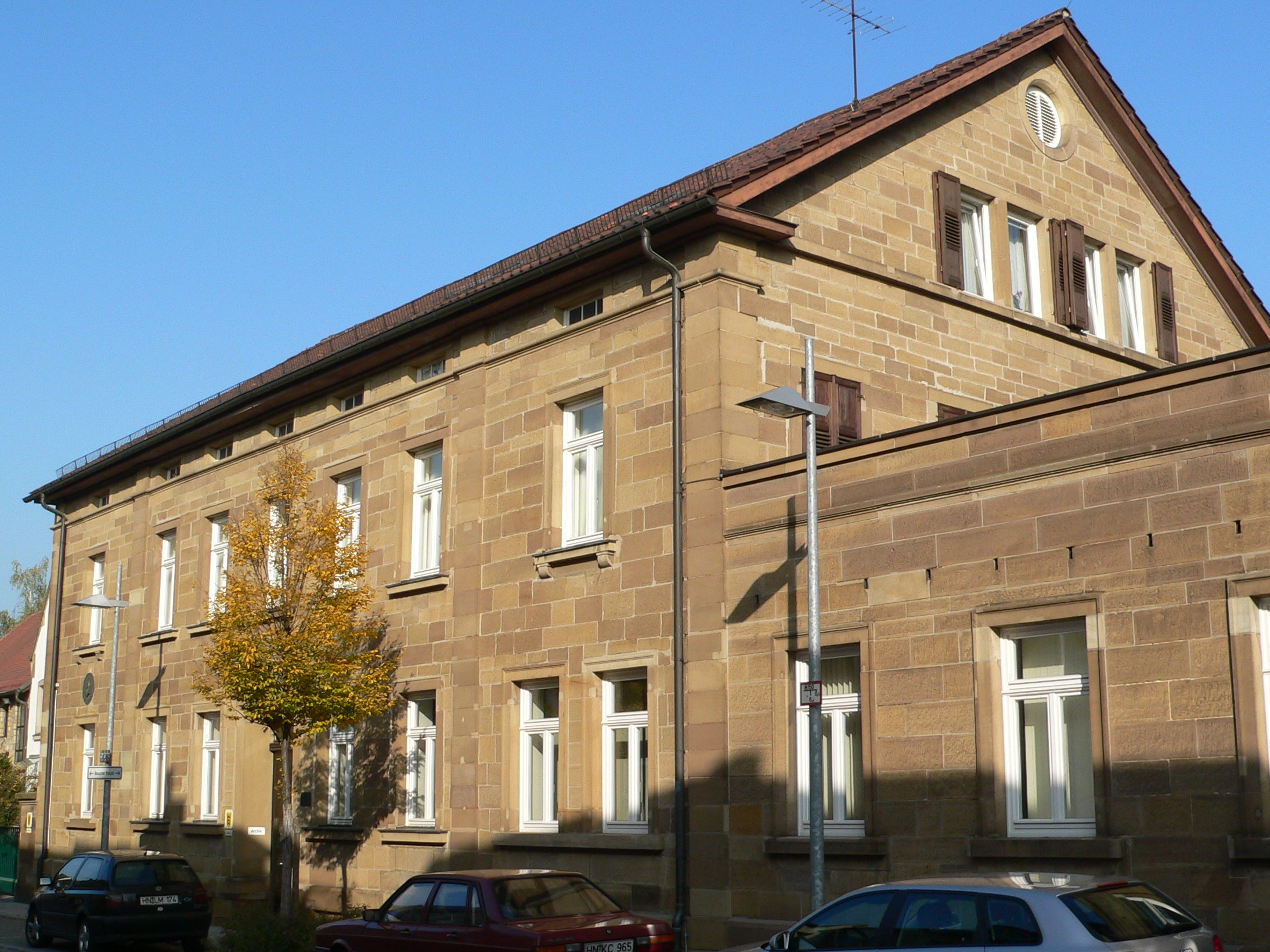
ビンスヴァンガー通り3の旧上級区裁判所

ネッカーズルムには、公証人役場がある。これは、ビンスヴァンガー通り3の旧上級区裁判所に位置している。同じ建物の屋階に市立文書館がある。そこは1859年から1878年まで、上級区裁判所判事で詩人のヴィルヘルム・ガンツホルンが住んでいた場所である。市立文書館の主要な任務は、歴史的行政文書の断片の保管、私文書や写真による情報の補完、市の歴史研究とその成果の公刊である。この他に郷土史家への助言や支援も行っている。市立文書館を、市役所の隣、マルクト通り16の歴史的建造物内に移転する計画が進行している。この建物は以前、17世紀中頃の史料にすでに登場する "Zur Rose"という旅館であった建物で、2008年夏までに改装工事が完了する予定である。
旧上級区裁判所のすぐ隣、ビンスヴァンガー通り1にある旧修道院の建物は、警察署が利用している。

## 人物

### 出身者
- フランツ・ジーモン・モリトール（1766年 - 1848年）音楽家
- アウグスト・ヘロルト（1902年 - 1973年）ブドウ栽培家
- オスカー・クルンプ（1906年 - 1973年）神学者、法律家、政治家（州議会）
- ハンス・ガイガー（1912年 - 1986年）政治家（SPD）